# Philosophie russe

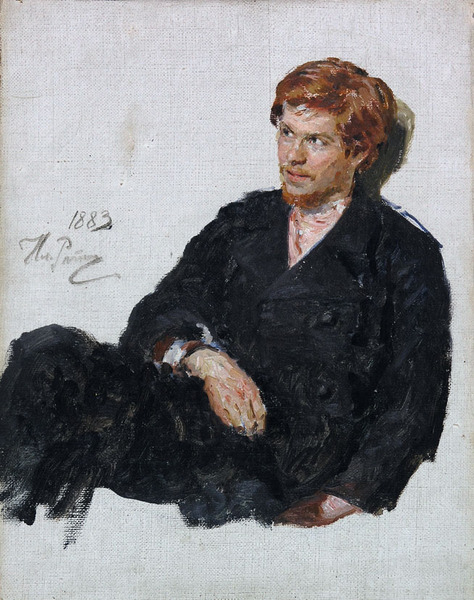
Portrait d'un étudiant nihiliste par Ilya Répine. En Russie, dans les années 1860, les « nihilistes » forment une nouvelle génération d'intellectuels très critiques envers la religion, les institutions et les traditions, y compris philosophiques.

La philosophie russe est une orientation historique de la philosophie associée à la culture russe. L'adjectif « russe » signifie moins l'appartenance territoriale à la Russie que l'appartenance culturelle à sa civilisation et à certaines de ses traditions intellectuelles ou religieuses. Il qualifie aussi, dans le contexte de la Russie des XIXe et XXe siècles, certaines tentatives de résolution des questions philosophiques classiques, jusque là abordées essentiellement en Occident, mais sur un fond de culture russe et en langue russe. Vladimir Soloviev, penseur religieux de la fin du XIXe siècle, est souvent considéré comme le premier représentant à part entière de la philosophie russe, bien que son contemporain Alexeï Kozlov puisse également être considéré comme pleinement philosophe.
Le processus par lequel la philosophie russe s'est constituée diffère sensiblement de celui qui caractérise le développement de la philosophie en Occident. Son origine se situe au croisement des deux grandes tendances intellectuelles que sont la tradition orientale-byzantine et la pensée moderne occidentale. À partir de la seconde moitié du XVIIIe siècle, où elle acquiert une dimension plus académique, la philosophie russe oscille entre l'approche existentielle (subjective et pratique) de la tradition orientale, et la spéculation théorique occidentale. Elle est marquée par une forte tendance à l'irrationalisme, au romantisme et à la réflexion religieuse, morale, politique et esthétique.
À partir des années 1920, et jusqu'aux années 1950, la pensée philosophique russe se développe surtout en Occident, en particulier à Berlin, Prague, Paris et Londres, où nombre d'intellectuels russes se réfugient après leur expulsion par le régime soviétique. Le questionnement religieux et identitaire y domine, s'appuyant fortement sur les réflexions de Soloviev. En Europe occidentale, les philosophes russes contribuent largement à la critique de l'idée de ratio, de connaissance abstraite, à laquelle ils opposent celle de logos ou d'intuition comme moyens supérieurs de saisir l'existence. Ils participent également de façon significative au mouvement de réaction antimoderne qui se manifeste en Allemagne et en France, tandis que prévaut en Russie l'idéologie marxiste.

## Contours, définition

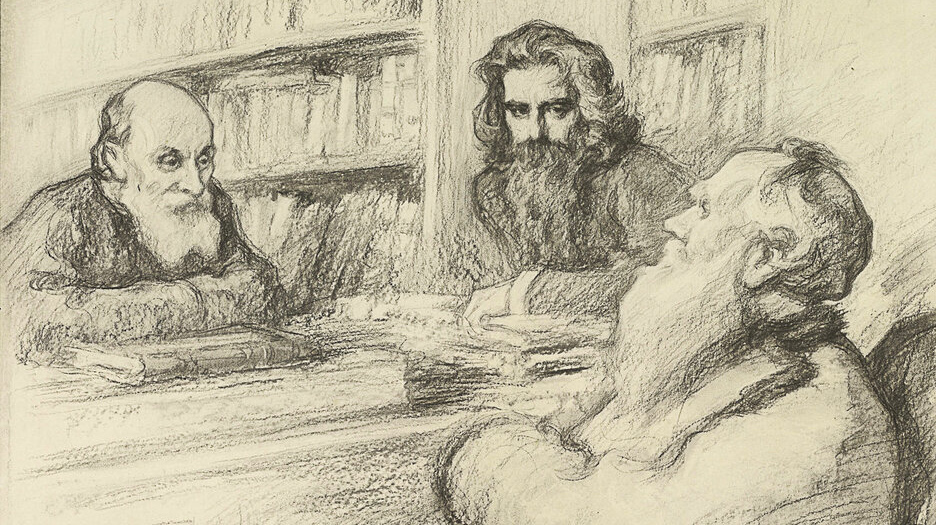
Les « philosophes russes » Nikolaï Fiodorov, Vladimir Soloviev et Léon Tolstoï (de gauche à droite) sur un dessin de 1903.

Historiquement, la philosophie russe n'a jamais consisté en une réflexion systématique et autonome visant à l'élaboration d'un système accompli de thèses. Jusqu'à l'avènement du marxisme comme philosophie officielle unique du pays, elle était généralement considérée comme une propédeutique à la théologie. La théologie russe elle-même ne consistait pas, contrairement à ce qu'elle était souvent en Occident, en un ensemble de thèses cataphatiques ou positives, tendant à faire connaître la nature de Dieu, mais en une approche apophatique ou négative, visant notamment à s'unir à l'Inexprimable par la prière, l'ascèse et d'autres pratiques religieuses. La philosophie russe a pris ainsi une dimension religieuse qui la rend difficile à distinguer de la religion, et qui lui donne un côté moins théorique ou spéculatif que la philosophie occidentale moderne.
La philosophie russe a de ce fait gardé longtemps un caractère non-académique, tout comme la théologie orthodoxe. Elle ne constituait pas le domaine des philosophes « professionnels », mais celui des théologiens orthodoxes, qui eux-mêmes étaient moins portés que les théologiens occidentaux à la compréhension logique du divin, et donc à la rationalité philosophique. L'expression de « philosophie académique », quand elle est appliquée à des auteurs de la fin du XVIIIe siècle et de la première moitié du XIXe siècle, ne signifie pas une réflexion systématique « professionnelle », mais se rapporte à un ensemble de questions abordées dans les murs des académies et des séminaires russes. Les classiques postérieurs de la philosophie russe, tels que Siméon Frank ou Nicolas Berdiaev, ne se percevaient pas non plus comme philosophes, mais plutôt comme des penseurs religieux.
Les belles-lettres sont en outre un aspect très important de la philosophie russe, au point qu'il est souvent difficile de faire la distinction entre littérature et philosophie russes. On considère ainsi les grands romans de Fiodor Dostoïevski non seulement comme des chefs-d'œuvre de la littérature mondiale, mais également comme des traités existentiels remarquables. L'expression littéraire s'impose à des degrés divers dans la mesure où elle permet de répondre à la fois au souci qu'a la philosophie russe de s'affranchir de la systématisation, et à ses aspirations esthétiques. L'esthétisme est en effet une caractéristique notable de cette philosophie qui remonte à ses origines. Par ailleurs, une forme d'irrationalisme associée à un certain subjectivisme interdit le plus souvent aux philosophes russes de développer des argumentaires précis et d'élaborer des traités impersonnels ambitionnant l'objectivité. Cette dimension « affective » de leurs écrits présente néanmoins pour eux l'avantage de pouvoir atteindre des aspects de l'existence considérés comme inaccessibles au raisonnement ou comme non objectivables.

## Traits caractéristiques

### Panorama général
On peut dégager neuf grands traits caractéristiques de la philosophie russe proprement dite telle qu'elle apparaît au XIXe siècle :
1. un caractère non-académique et non-systématique ;
2. une orientation existentielle, morale et pratique ;
3. une attention particulière portée à l'esthétique ;
4. une valorisation de la forme littéraire ;
5. un lien étroit avec le christianisme orthodoxe, lui donnant une dimension profondément religieuse ;
6. l'influence du platonisme et de l'idéalisme allemand ;
7. l'idée de communauté spirituelle, supposant l'union de tous les êtres en l'être divin ;
8. une interprétation de la connaissance comme expérience directe de la réalité ;
9. un questionnement philosophique sur l'identité nationale que résume la notion « d'Idée russe ».

Aucun de ces traits n'est à lui seul spécifique de la philosophie russe, mais ils composent ensemble un panorama général de la pensée philosophique en Russie. Ils permettent en outre de la mettre en parallèle avec d'autres traditions philosophiques semblables, comme la philosophie romantique allemande.

### Une approche essentiellement religieuse et morale de l'existence

#### Orthodoxie et mysticisme chrétiens

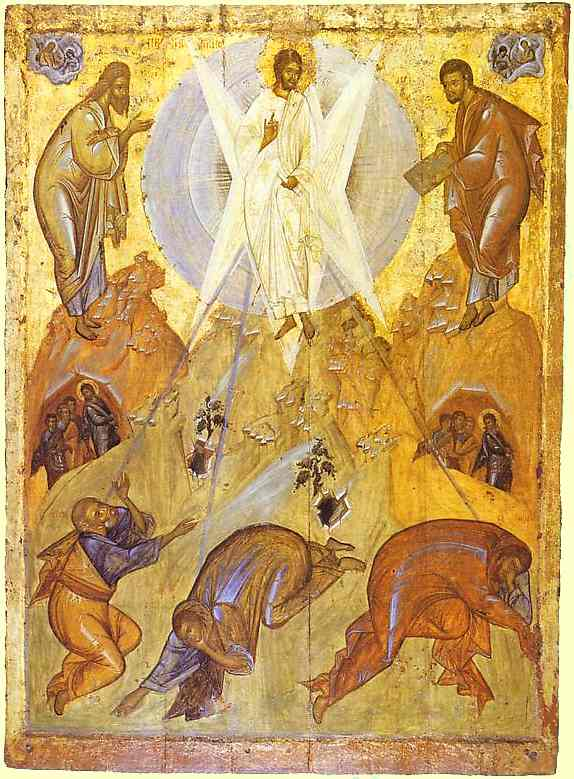
Icône de Pereslavl-Zalesski (vers 1403) représentant la transfiguration du Christ. Dans le christianisme orthodoxe, le thème fondamental de la transfiguration est généralement associé à celui de la lumière divine et du Logos.

La religion orthodoxe joue un rôle essentiel dans la formation de la culture philosophique russe. Elle seule fournit jusqu'au XVIIIe siècle une conception du monde, une philosophie de l'homme et une morale, découlant de la religion chrétienne. La réception du christianisme en Russie se réalise avant tout sur les plans artistique et esthétique,. Selon les anciennes chroniques, c'est la beauté de la liturgie et des églises qui, en 988, a poussé le prince Vladimir le Grand à recevoir le baptême dans le rite byzantin plutôt que romain,, et à convertir ainsi la Russie kiévienne au christianisme orthodoxe. La beauté y est alors considérée comme un argument et un témoignage de l'existence même de Dieu. C'est avec cette tendance esthétique et mystique que se développe une « métaphysique de la lumière », où la lumière spirituelle, synonyme de sainteté, vérité et vertu, est montrée sous forme matérielle par les icônes et décrite de façon imagée par les moyens littéraires. La problématique de la beauté, comprise non seulement comme une question esthétique, mais aussi éthique et métaphysique, sera ensuite développée par presque tous les penseurs russes du XIXe siècle et de l'Âge d'argent, sous l'influence de leur culture orthodoxe.
La mystique médiévale de la beauté et de la lumière justifie une forme d'ascétisme qui consiste non pas à rejeter le monde et à mépriser la chair, mais plutôt à susciter une vision tellement éclatante de la vérité et de la beauté célestes que leur rayonnement rend irréfutable et évident le caractère « mensonger » et limitatif du monde, perçu comme une « prison » dont l'âme humaine doit se libérer,. La « libération du mensonge de la vie » constitue le thème principal de la littérature russe entre le XIIe et le XIVe siècle, et il trouve un écho important dans toute la philosophie russe. L'idée que le salut de l'humanité viendra lorsque sera répandue la lumière sur le monde y est en effet prégnante. À ce thème s'ajoute celui de la liberté des enseignements de Dieu, confirmé dès le XIe siècle par Hilarion de Kiev qui, dans son Homélie sur la loi et la grâce, compare l'Ancien et le Nouveau Testament, estimant que le premier énonce des lois et exige une obéissance absolue, comme celle d'un esclave, tandis que le second demande une libre adoption de la Révélation. Cette valorisation de la liberté demeure la marque de l'orthodoxie russe, et elle sera accentuée par nombre de philosophes religieux de l'Âge d'argent, notamment par Siméon Frank, Nicolas Berdiaev et plus encore par Léon Chestov.
Dans ce contexte orthodoxe et mystique, la philosophie russe se caractérise par une tension entre la réalisation de l'idéal du Logos, en tant que méditation « sapientielle » et religieuse, et la ratio moderne et européenne, qui est une quête spéculative. Nicolas Berdiaev résume cette tension en décrivant la ratio comme une « petite » raison, limitée, discursive, tandis que le Logos est décrit comme une « grande » raison, pourvue d'une nature mystique, intuitive et capable de percevoir Dieu. Avec cette grande raison, qualifiée aussi d'organique, « la réalité est donnée directement, ainsi que la voie pour s'unir à elle en une vie intégrale de l'esprit ». Entendu de la sorte, le Logos permet de faire coïncider la connaissance des vérités avec la conscience morale, la pensée avec la vie spirituelle, dans un « tout de l'esprit » auquel renvoient les notions d'« esprit intégral », d'« unitotalité » ou de « conciliarité » (sobornost). L'idée d'ordre juste est au cœur de cette forme de Logos, le christianisme orthodoxe se présentant comme la forme la plus juste ou la plus droite (orthós) du christianisme.

#### Platonisme chrétien et idéalisme religieux
Le développement historique de la philosophie russe est indissociable du rôle qu'y joue le platonisme et le néoplatonisme. Entendu au sens large d'une aspiration à transcender le monde sensible par l'activité de l'esprit, lui-même compris comme logos, le platonisme est adopté en Russie bien avant que les œuvres philosophiques de Platon ne soient introduites dans son corpus philosophique au XVIIIe siècle. L'accueil fait aux traditions issues du platonisme est un trait distinctif de la pensée philosophique russe, non seulement en ce qui concerne la théorie platonicienne des Idées, mais également en raison des liens étroits qu'elle entretient avec l'idéalisme en général, avec le réalisme dans la querelle des universaux, avec l'apriorisme dans la théorie de la connaissance, avec le spiritualisme et la théologie dans les questions ontologiques. C'est sous les influences byzantine et bulgare que la culture russe entre d'abord en contact avec les idées de Platon, dès la christianisation de la Russie kiévienne autour de l'an mille. Le platonisme se prête alors parfaitement aux besoins de la christianisation et permet même d'assoir les fondements de la dogmatique chrétienne.
Au début du XIXe siècle, à la suite de l'introduction en Russie des œuvres de Platon, la philosophie platonicienne y prend une tournure plus académique, et suscite de la part des intellectuels un grand intérêt fondé sur la conviction que la théologie catholique étant inféodée à la philosophie aristotélicienne, le platonisme pourrait servir de base aux spéculations philosophiques du christianisme orthodoxe. La diffusion des idées du platonisme est alors renforcée par l'ample écho que rencontre la philosophie de Schelling. Elles ont notamment pour point commun la théorie de « l'âme du monde », qui permet de résoudre l'opposition traditionnelle entre le réel et l'idéal, la nature et l'esprit, le sujet et l'objet. Les penseurs russes se tournent ensuite, au milieu du XIXe siècle, vers les autres doctrines de l'idéalisme allemand, en particulier vers celle de Hegel, qu'ils accueillent pleinement, y voyant l'expression des aspirations religieuses de l'humanité. La maxime hégélienne : « L'objet de la philosophie est identique à l'objet de la religion », correspond parfaitement à leur approche philosophique teintée de religiosité chrétienne, et les penseurs slavophiles considèrent même que l'une des premières missions de la philosophie russe est de rappeler cette vérité oubliée par la pensée occidentale.
Les thèses platoniciennes et idéalistes de Vladimir Soloviev exercent dès la fin du XIXe siècle une influence sur la philosophie religieuse ultérieure et sur la philosophie du symbolisme russe. Dans sa version christianisée, le platonisme fait partie intégrante de la philosophie de Pavel Florensky et de Siméon Frank, ce dernier étant parfois qualifié de dernier représentant du néoplatonisme russe. L'œuvre d'Alexeï Lossev peut également être considérée comme un développement contemporain du platonisme. Selon l'une de ses formules devenue célèbre, le régime soviétique lui-même ne se serait maintenu « que grâce aux idées platoniciennes présentes dans le peuple russe ». Pour Teresa Obolevitch, la réception même du marxisme en Russie n'est devenue possible que grâce au platonisme à caractère religieux présent dans la pensée de l'intelligentsia russe.

#### Sobornost

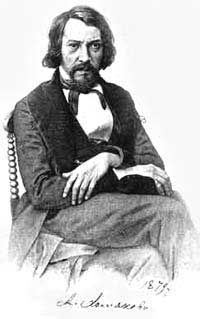
Pour le penseur slavophile Alexeï Khomiakov, l'Église orthodoxe a l'avantage sur les autres Églises de combiner « organiquement » liberté de pensée et unité dans la foi.

La sobornost, ou « communauté spirituelle », est une notion essentielle de la philosophie religieuse russe, qui est tirée de la tradition théologique du christianisme oriental. Cette tradition est marquée par une vision « holiste » ou totalisante du monde, de l'homme et de Dieu. Dans cette perspective holiste, le principe mis en avant par la sobornost est celui de l'unité organique de Dieu et de l'homme, ou de tous les êtres en l'être divin. Cela se traduit sur le plan historique par l'aspiration à un collectivisme religieux, censé s'opposer à la fois à l'autoritarisme et à l'individualisme présents dans les sociétés occidentales. Cette aspiration collectiviste et religieuse traverse toute l'histoire de la philosophie russe, y compris politique. Elle incite à voir la nation russe non pas seulement comme une société, mais comme une communauté dotée d'une essence propre, en lien avec un principe supérieur (Dieu ou la Justice), et dont la mission spirituelle a une portée universelle.
La sobornost peut se concevoir à plusieurs niveaux :
- Sur le plan anthropologique, elle correspond au concept de « divino-humanité » introduit dans le lexique philosophique par Vladimir Soloviev ;
- Sur le plan de la cosmologie, elle prend la forme du cosmisme, courant de pensée futuriste diffusé à partir des thèses de Nikolaï Fiodorov par Constantin Tsiolkovski, entre autres ;
- Appliquée à l'ontologie, elle reçoit le nom d'« unitotalité », introduit également par Soloviev ;
- Sur le plan épistémologique, elle exprime la primauté de l'être réellement existant devant la connaissance de l'être, ce que la philosophie russe a nommé « ontologisme » ou « intuitivisme ».

C'est le penseur slavophile Alexeï Khomiakov qui, le premier, en élabore le concept au milieu du XIXe siècle. Le terme est étymologiquement lié au mot « sobor » qui, selon Khomiakov, exprime dans le langage ecclésiastique l'idée d'« unité dans la multiplicité ». Pour lui, l'Église orthodoxe, parce qu'elle combine organiquement les deux principes de liberté et d'unité, s'oppose à l'Église catholique où domine le principe d'autorité, par lequel l'unité se fait sans la liberté, et à l'Église protestante où la liberté existe sans l'unité. À la suite de Khomiakov, l'idée de sobornost devient l'idée fondamentale de tout le slavophilisme. On trouve son équivalent laïque le plus précis dans le concept de solidarité, mis au point principalement par Sergueï Levitski au XXe siècle, mais déjà présent dans le populisme et le socialisme russes. Il permet d'envisager une hiérarchie dans l'entraide et la coopération en partant de l'unité familiale pour arriver à celle qui englobe l'humanité entière.

### Le refus de l'épistémologie et le rôle accordé à l'intuition
La philosophie russe a un caractère nettement intuitionniste : l'homme peut accéder sans raisonnement à la vérité au sujet du monde et la saisir directement, de façon intuitive. Grâce à l'intuition, il peut à la fois dépasser les limites imposées par les sens et s'affranchir des spéculations, incertaines, d'un entendement coupé de la réalité vivante. C'est notamment vrai dans la philosophie religieuse russe où, selon Nicolas Berdiaev, la « primauté revient non pas à l'idée ou au sujet de connaissance, mais à l'être ». L'être y est donné « originairement », ce qui rend seul possible sa connaissance. Cette thèse gnoséologique  est appelée dans le contexte russe « ontologisme », car elle fonde le savoir véritable non pas sur une théorie de la connaissance, mais sur l'idée d'une présence de l'être lui-même dans la conscience du sujet, ou d'un contact de l'être avec cette conscience. Il s'agit d'affirmer le caractère immédiat de la véritable connaissance, soit par une relation directe du sujet avec l'objet, soit par la présence de ce dernier en lui. Il n'existe ainsi, d'après Nicolas Lossky, ni « cloison étanche » insurmontable, susceptible de compromettre la possibilité de la véritable connaissance, ni quoi que ce soit qui puisse ressembler à un écran ou à un voile entre l'esprit et le monde.
Selon cette approche, vérité et être sont équivalents ; la vérité n'est atteinte, souligne Lossky, que pour autant que le savoir est constitué « seulement d'éléments provenant de l'objet lui-même ». On serait conduit à un abîme infranchissable entre savoir et objet si la connaissance était interprétée comme une relation à distance entre son objet et la conscience humaine. En considérant ainsi la connaissance, « ce ne serait pas le monde extérieur que l'homme connaîtrait » mais seulement les effets seconds induits par le monde sous forme de sensations, d'impressions, d'idées, ce qui entraînerait, selon les termes de Simon Frank, « un dédoublement artificiel du monde », une scission entre les objets, d'un côté, et leur réplique dans la sphère de la conscience, de l'autre côté. Pour nombre de philosophes russes, depuis les philosophes slavophiles du XIXe siècle jusqu'à leurs héritiers « intuitivistes » du XXe siècle (dont Frank et Lossky), il est nécessaire de surmonter ce dualisme artificiel en évitant d'accorder aux sensations le rôle d’intermédiaire entre l'esprit et le monde.
La théorie intuitiviste du savoir, d'après laquelle l'intuition relève d'une présence immédiate ou d'un contact direct avec la réalité, remet en cause la valeur même de la recherche épistémologique en tant que champ de recherche autonome, et par là l'épistémologie occidentale qui, depuis l'émergence des sciences modernes, joue un rôle central dans la philosophie occidentale. Elle s'oppose aussi radicalement au kantisme et à sa conception de la vérité, identifiant les objets de la connaissance non pas à des constructions conceptuelles sur la base des phénomènes, comme le fait Kant, mais au « noumène » ou à la « chose en soi ». Les penseurs russes qui défendent cette position y voient la possibilité d'intégrer l'expérience religieuse au sein même de la connaissance philosophique sans avoir à en justifier la véracité, permettant ainsi la constitution d'une « connaissance intégrale » qui comprend la dimension morale de l'existence.

### L'«Idée russe»
L'Idée russe est une représentation du peuple russe comme porteur de Dieu en lui, et comme possédant la mission sacrée et en partie eschatologique de sauver l'humanité, au-delà même des frontières de la Russie. L'expression est introduite par Vladimir Soloviev à la fin des années 1880 et largement utilisée par les philosophes russes du tournant des XIXe et XXe siècles pour interpréter la culture spirituelle de la Russie, sa destinée nationale et universelle, son héritage chrétien et son avenir, les voies religieuses et politiques qui doivent conduire à l'union des peuples et à la transformation de l'humanité. Cette notion est popularisée en France par Nicolas Berdiaev, qui lui consacre un ouvrage éponyme en 1946, en pleine période d'expansion soviétique, mais elle est discutée à Paris dès 1888 où Soloviev donne une conférence intitulée « L'Idée russe », consacrée à la question du « sens de l'existence de la Russie dans l'histoire universelle ». Pour lui, l'essence de l'Idée russe coïncide avec la transformation chrétienne de la vie, dont les fondements sont la vérité, le bien et la beauté. Cette transformation implique la construction d'une société théocratique universelle incluant tous les peuples, société rendue possible grâce à ce que Dostoïevski appelait la « réceptivité universelle » de l'âme russe.
Selon le sociologue Vadim Rossman, le concept même d'« Idée russe » est d'origine platonicienne. Ce concept fonde l'identité et la spécificité du peuple russe sur la notion de « génie russe », c'est-à-dire d'une essence germinale proprement russe formée par Dieu. Pour Berdiaev, l'Idée russe correspond « au caractère et à la mission du peuple russe ». Elle est « eschatologique », autrement dit, orientée vers la fin – la fin de l'histoire ou la fin des temps. Elle prend plus particulièrement la forme d'une « aspiration au salut de tous les hommes », d'où, selon Berdiaev, le maximalisme religieux et idéologique si caractéristique de la pensée russe. Berdiaev estime que « les Russes sont soit nihilistes, soit des apocalypsistes ». Le nihilisme, incarné par le bolchévisme, a triomphé en Russie justement à cause du radicalisme propre à l'esprit russe. En ce sens, le bolchévisme appartient selon Berdiaev à la destinée de la Russie, il est une part de son essence dynamique. Espérer le renverser politiquement relève tout comme lui d'une aspiration matérialiste, qu'il faut justement dépasser : le communisme ne doit pas être vaincu matériellement, mais spirituellement, par un long processus de repentir et de renaissance. La renaissance russe viendra non pas d'une réémergence du passé, ou d'un humanisme qui n'a jamais vraiment existé en Russie, mais du développement d'un nouveau communautarisme d'essence religieuse.

## Origine
La philosophie, en tant que discipline académique, n'apparaît pas en Russie avant le XVIIIe siècle. Son origine se situe au croisement de deux grandes tendances intellectuelles : la tradition orientale-byzantine et la pensée moderne occidentale. Durant tout son développement, la philosophie russe oscille de ce fait entre l'approche existentielle (subjective et pratique) de la tradition orientale, et la spéculation théorique occidentale.

### Deux hypothèses

#### 1. «L'étape théologique» et le règne de Pierre le Grand

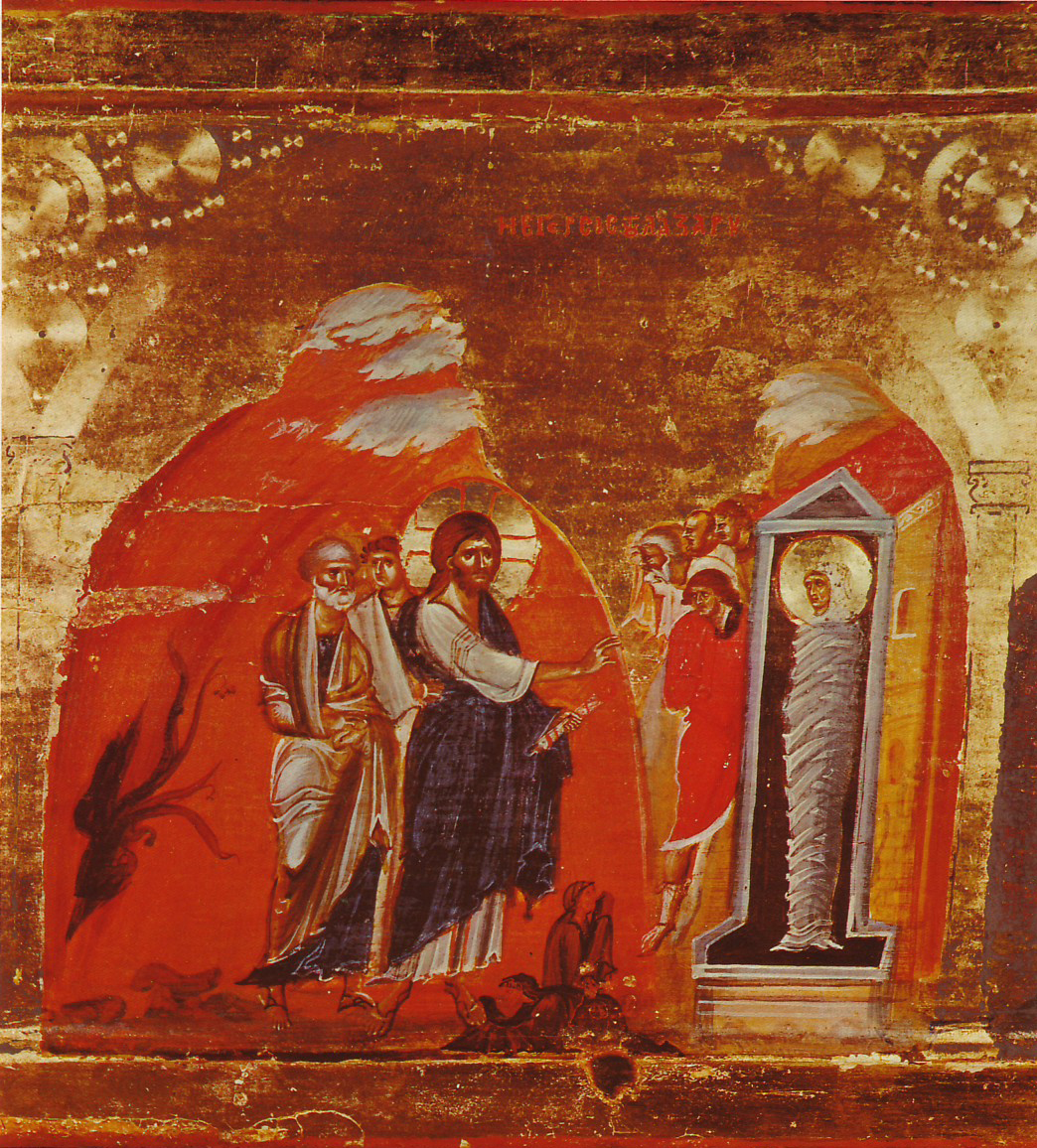
Résurrection de Lazare, d'après une peinture murale de style orthodoxe (datée du début du XIIIe siècle). Le thème de la résurrection, essentiel dans la théologie orthodoxe, reste très présent dans la philosophie russe.

Selon la philosophe et théologienne Teresa Obolevitch, le processus par lequel la philosophie russe s'est constituée diffère sensiblement de celui qui caractérise le développement de la philosophie en Occident. Dans la Grèce antique, berceau de la pensée occidentale, la philosophie surgit en formant un domaine alternatif, et vainqueur, par rapport aux tentatives d'explication du monde par des cosmogonies mythiques. Elle crée avant même Platon et Aristote son propre langage et produit des systèmes autonomes. Ensuite, à partir de la fin de l'Antiquité avec les Père de l'Église, une réflexion théologique se développe au sein du christianisme, conduisant à l'élaboration d'un dogme. La théologie chrétienne s'approprie une partie de la pensée philosophique héritée de la Grèce antique et en subvertit les concepts afin de justifier, développer et adapter ce dogme. La tradition théologico-philosophique qui se constitue alors peu à peu en Occident favorise, par sa mise en avant d'une forme de rationalité, la naissance des sciences modernes, qui s'affranchiront elles-mêmes progressivement de la philosophie de la nature.
Pour Obolevitch, le processus de développement intellectuel en Russie est comparable dans un premier temps à la situation de la Grèce antique avant les premiers philosophes, puisque l'activité intellectuelle se concentre dans le domaine mythologique sans que le questionnement philosophique y soit pour autant absent. La christianisation de la Russie kiévienne commencée à la fin du Xe siècle ouvre une seconde étape plus spécifique, marquée par une assimilation et un développement de la théologie chrétienne des Pères de l'Église. Celle-ci comprend déjà des éléments de philosophie, mais ces éléments ne forment pas un système, et ne s'appuient sur aucune méthode philosophique précise. À partir du règne de Pierre le Grand au début du XVIIIe siècle, la culture occidentale, en particulier philosophique, s'introduit en Russie, ce qui marque une troisième étape. Celle-ci coïncide avec l'émergence des sciences, ainsi qu'avec l'adaptation et le développement de nombreuses idées, aussi bien dans le champ de la physique que dans le domaine de l'anthropologie. Ce n'est qu'à partir de cette période que s'élabore une pensée authentiquement philosophique.
Obolevitch propose dans cette perspective de résumer en quelques grandes étapes le développement parallèle du savoir en Occident et en Russie : 
- Occident : 1. mythologie → 2. philosophie → 3. théologie → 4. science
- Russie : 1. mythologie → 2. théologie → 3. philosophie et science

#### 2. La chute de Constantinople
Le philosophe Alexandre Papadopoulo insiste quant à lui sur le caractère non rationnel, et donc non théologique de la religion orthodoxe en Russie, fondée, contrairement au christianisme catholique, sur l'expérience existentielle de Dieu, en lien avec le sentiment de Beauté . C'est par cette expérience esthétique au fondement de l'orthodoxie russe que celle-ci se démarque d'abord du christianisme occidental et de sa théologie. Par ailleurs, l'adoption du slavon comme langue de la religion orthodoxe dès le XIe siècle, si elle a permis la diffusion rapide du christianisme en Russie, a également eu pour effet que l'Église russe ignora le grec, et qu'elle se trouva coupée non seulement des travaux théologiques grecs mais aussi de l'ensemble de l'héritage philosophique et scientifique de l'Antiquité, ce qui empêcha la formation d'une théologie rationnelle. Lors de la prise de Constantinople par les Turcs en 1453, les savants et philosophes byzantins allèrent vers l'Occident catholique, avec leurs précieux manuscrits, plutôt que vers la Russie, pourtant orthodoxe, car il y avait cette barrière de la langue.
Selon Papadopoulo, ce qui a été déterminant dans l'émergence d'une philosophie spécifiquement russe, c'est justement l'événement de la chute de Constantinople et la fin de l'empire byzantin, qui amenèrent l'Église russe à réfléchir sur le sens de l'histoire. La grande question était alors de savoir comment la Providence avait permis un tel événement. Les réflexions portaient sur le sens du rôle de l'Église dans l'Histoire universelle et sur la destinée nouvelle de la Russie. Cette période de réflexion dura de la chute de Constantinople à l'avènement de Pierre le Grand au tout début du XVIIIe siècle. Mais au XIXe siècle encore, la plupart des philosophes russes accorderont une place centrale à ce type de problème, qu'ils grouperont sous le terme d'« historiosophie », un problème auquel l'hégélianisme et le marxisme russes tenteront de répondre. Entre-temps, avec Pierre le Grand et son ouverture sur l'Occident, c'est une véritable Renaissance qui voit le jour, mais qui, au lieu de reposer sur l'apport de l'Antiquité grecque comme en Europe, se réalise avec l'introduction de la philosophie, des sciences et des littératures venues d'Occident.
On pourrait ainsi résumer les grandes étapes du développement de la philosophie russe tel que l'envisage Papadopoulo de la façon suivante :
- Russie : 1. sentiment religieux → 2. réflexions historiosophiques → 3. apport occidental → 4. philosophie à caractère religieux et historique

### Le rôle de l'orthodoxie médiévale

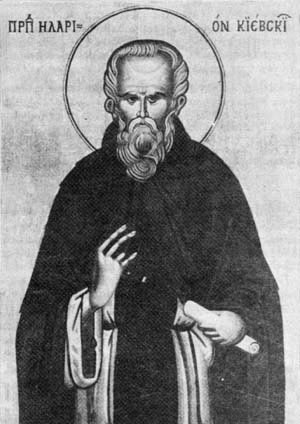
Représentation iconographique d'Hilarion de Kiev, un des premiers théologiens orthodoxes à avoir abordé, au XIe siècle, le problème du rapport entre foi et raison.

C'est après l'adhésion de la Russie kiévienne au christianisme, en 988, que s'installe une forme de philosophie enfouie dans les conceptions théologiques du christianisme oriental. Cet aspect philosophique du christianisme est néanmoins négligé par les prêtres russes, qui préfèrent souligner l'importance de la dimension expérientielle et pratique de leur foi. Le climat historique et culturel de la Russie médiévale crée cette spécificité de la théologie orthodoxe, où la recherche philosophique et les spéculations théoriques sont largement dévalorisées. Le rejet orthodoxe de toute autorité absolue dans les questions de foi contribue à cette dévalorisation en favorisant une liberté dans les opinions théologiques, qui ne rend plus nécessaire leur élaboration rationnelle. Les considérations éthiques et esthétiques l'emportent alors sur le discours strictement rationnel. Tandis qu'en Occident la vérité est discutée en tant que problème épistémologique, en Russie, la question de la vérité concerne essentiellement le comportement moral. Quant à la réflexion cosmologique, elle est remplacée par l'expérience contemplative de la nature. Cette double dimension expérientielle et pratique de l'orthodoxie médiévale influencera durablement la philosophie russe jusqu'au XXe siècle.
Dans la Russie médiévale, la notion même de « philosophie » (« amour de la sagesse », rendue par le terme russe de lubomudrie qui est un calque du grec philia sophias) est empruntée au théologien Jean Damascène et a, comme chez lui, un caractère polysémique,. Elle signifie avant tout la connaissance de Dieu par la foi et le rapport avec lui par la prière. Les frontières entre la philosophie et la théologie ainsi qu'entre la philosophie et la mystique sont alors très floues,. Les iconographes, essentiels dans la pratique du christianisme oriental, étaient eux-mêmes appelés « philosophes ». Le courant mystique et ascétique, ancré dans la spiritualité de l'hésychasme, reste à cette époque dominant, et il participe à la confusion entre foi, pratique religieuse et philosophie. Mais déjà vers le milieu du Moyen Âge, certains prêtres orthodoxes, comme Hilarion de Kiev, abordent le problème du rapport entre la foi et la raison, la Révélation et le raisonnement, et par là même, entre la croyance religieuse et la réflexion proprement philosophique.
Le début de la littérature religieuse slave, vers la fin du IXe siècle, est fondamental pour la culture philosophique russe. Grâce à l'évêque Cyrille, nommé Constantin le Philosophe, principal évangélisateur des peuples slaves, les premiers concepts philosophiques sont introduits dans la langue slavonne : « existence », « essence », « qualité », « nature », « univers », « être », « idée », etc. Cyrille et ses héritiers spirituels – Clément d'Ohrid, Cyrille de Tourov, entre autres – transmettent dans le monde slave des fragments d'œuvres d'anciens sages, des copies de manuscrits de maîtres chrétiens de l'époque patristique et du début du Moyen Âge, où apparaissent des éléments de réflexion philosophique. D'autres auteurs tels que Jean l'Exarque et Sviatoslav II contribuent à transmettre l'héritage hellénique par la compilation de textes tout en insistant sur la supériorité de la théologie chrétienne, avec son modèle théocentrique du monde. Une autre conception philosophique et théologique en lien avec l'orthodoxie se forme dans la Russie médiévale, celle de la Sophia : la Sagesse divine. Cette doctrine trouvera sa pleine expression dans les écrits de Vladimir Soloviev, Paul Florensky et Serge Boulgakov.

## Influences occidentales

### L'ouverture à l'Occident et le courant occidentaliste

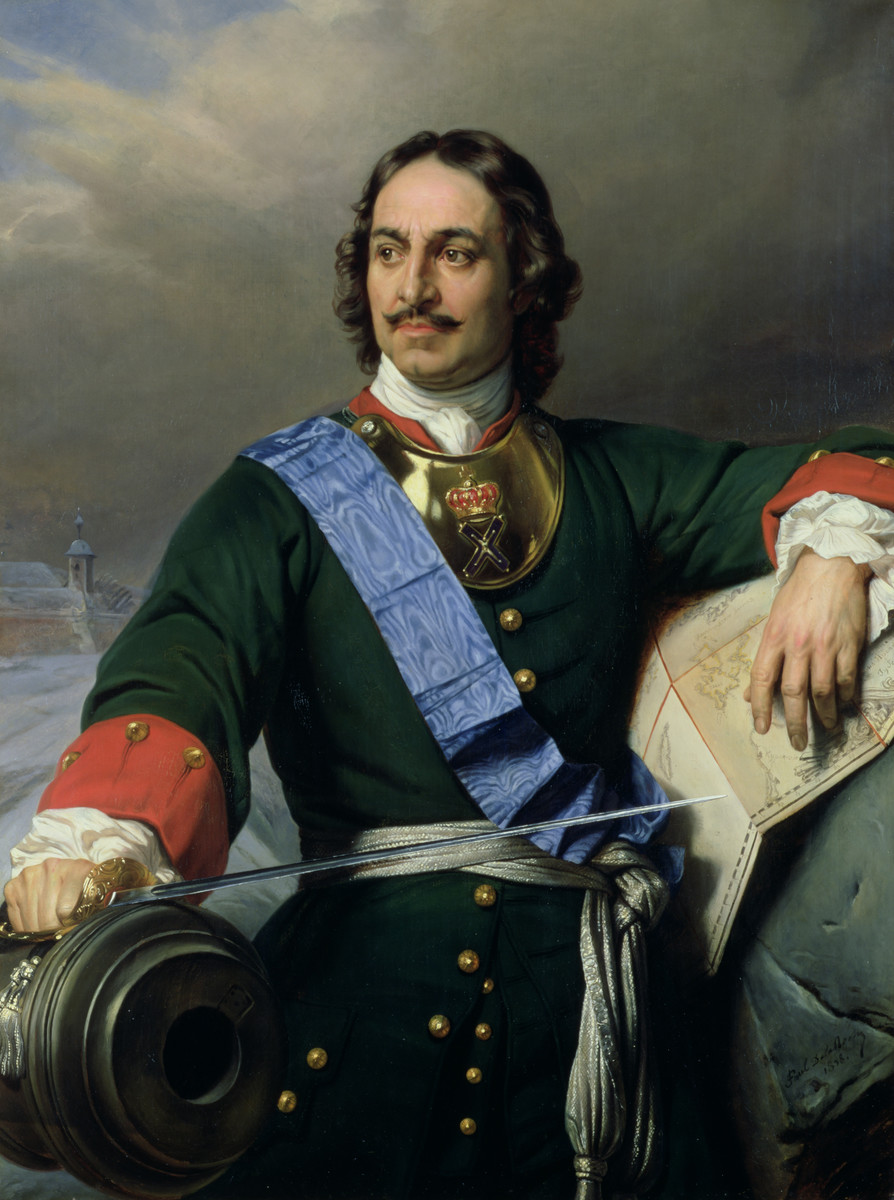
Pierre Ier de Russie, dit « le Grand », lance au début du XVIIIe siècle une politique de modernisation et d'occidentalisation de l'État russe.

Catherine II de Russie, ici dans les années 1780, a entretenu avec Voltaire une relation épistolaire soutenue. Ce dernier voyait en elle un « despote éclairé ».

L'influence de l'Europe occidentale sur la société russe n'a pas été significative avant le XVIIIe siècle, quand Pierre le Grand déplaça sa capitale de Moscou à Saint-Pétersbourg, contribuant ainsi à la formation d'un État russe moderne. C'est d'abord à Saint-Pétersbourg qu'émerge et se développe chez nombre d'artistes et intellectuels russes un intérêt pour la culture et la pensée occidentales, ainsi que pour l'universalisme qui semble déjà en caractériser certains aspects. Dans ce contexte, on parle parfois d' « occidentalisme » pour désigner cette attitude d'ouverture à la civilisation occidentale, même si l'expression n'apparait qu'après 1830 à l'issue des discussions sur les thèses de Piotr Tchaadaïev concernant la place historique de la Russie dans le monde. Il est permis en ce sens de faire remonter la tendance occidentaliste au tout début du XVIIIe siècle avec la passion de Pierre le Grand pour les réalisations culturelles de l'Europe, et sa volonté de moderniser la société russe en suivant le modèle occidental. Ce courant occidentaliste parvient à introduire dans la culture russe certaines exigences de rationalité et d'universalité dans la fondation du savoir (rationalité scientifique) et dans le projet d'édification d'un État et d'une société idéales (critique de l'Église et de la monarchie, projet socialiste).
Historiquement, les occidentalistes s'opposent à partir des années 1830 aux slavophiles. Contrairement à eux, ils ne considèrent pas que la Russie soit une nation à part détenant une mission spéciale dans l'histoire universelle. Ils estiment que les mêmes problèmes philosophiques ou sociaux s'appliquent aussi bien en Russie qu'en Occident, qu'il n'y a nul besoin d'une philosophie autochtone spéciale, et ils se perçoivent eux-mêmes comme européens autant que les Allemands ou les Français. Un certain nombre d'entre eux partent d'ailleurs s'établir en France, en Suisse et en Allemagne, où ils écrivent et agissent politiquement, comme Bakounine, Herzen, et plus tard Lavrov et Plekhanov. S'ils critiquent généralement de façon virulente la bourgeoisie et le mercantilisme censés y régner, ils le font sur le même plan que les auteurs occidentaux, dont ils partagent l'approche universaliste. Cependant, ils s'en distinguent par la perspective radicalement anthropocentrique qu'ils adoptent, par une tendance générale au romantisme, à « vivre » les idées philosophiques, à s'engager avec passion pour les réaliser dans la société, à considérer comme des absolus leurs idéaux de justice sociale, pratiquement à la façon de religieux. Selon Alexandre Papadopoulo, c'est en particulier cette soif d'absolu qui explique leur adhésion à l'idée que « la fin justifie tous les moyens », sentiment exprimé aussi bien par les anarchistes, les nihilistes et les populistes russes du XIXe siècle que par les marxistes-léninistes du XXe siècle.

### L'introduction de la philosophie française et britannique auXVIIIesiècle
C'est à partir de Pierre le Grand et de ses successeurs, surtout de Catherine II, que la société russe se passionne pour tout ce qui vient d'Occident, et en particulier de France. Sur le plan des idées, l'influence de Voltaire, Rousseau, Montesquieu et des Encyclopédistes est très importante. À cette influence s'ajoute celle des utopistes britanniques, qui contribuera à l'évolution des idées politiques en Russie.

#### Le voltairianisme
Voltaire est très tôt connu en Russie, en tant qu'écrivain puis philosophe. Son nom est cité dès 1735 et ses poèmes sont traduits peu après par Cantemir et Lomonossov. L'édition complète de ses œuvres rencontre cependant une farouche opposition de la censure. Dans la seconde moitié du XVIIIe siècle et le premier quart du XIXe siècle, le voltairianisme désigne d'abord la philosophie française dans son ensemble, puis plus spécifiquement l'assimilation et la transposition en terre russe des idées philosophiques de Voltaire. Ces idées exercent une grande influence sur les décembristes et leurs sympathisants (Pestel, Bestoujev), ainsi que sur les « radicaux » russes du milieu du XIXe siècle – anarchistes, socialistes, nihilistes – dont Nikolaï Tchernychevski. Les radicaux sont surtout intéressés par les charges anticléricales de Voltaire, tandis qu'ils délaissent ses opinions proprement politiques, jugées trop conservatrices. Rejetant avec Voltaire l'ensemble des religions, ils remettent en cause les valeurs mêmes de la religion orthodoxe, lesquelles constituaient jusque là l'assise de toute la vision du monde russe, puisqu'il n'y avait pas de philosophie « laïque ». Ce mouvement de critique sociale se développe dans l'intelligentsia russe et se double d'aspirations révolutionnaires.
Le voltairianisme est souvent interprété comme une première étape vers d'autres tendances plus radicales ou révolutionnaires. Marqué par un scepticisme généralisé à l'égard de la religion et de ses absolus, il semble aboutir au XIXe siècle au relativisme et au scepticisme extrême caractéristiques des courants de pensée révolutionnaires, ainsi qu'au matérialisme adopté par les intellectuels marxistes (dont Lénine). Selon Alexandre Papadopoulo, l'action dissolvante de la pensée de Voltaire sur les croyances religieuses et les idées philosophiques a été bien plus forte en Russie qu'en France ou en Occident. Il l'explique par le fait qu'existait en France du temps même de Voltaire un édifice philosophique solide et considérable, remontant à l'Antiquité grecque, sur lequel continuait de s'appuyer les intellectuels français, tandis qu'en Russie, au contraire, l'Église orthodoxe n'avait pas développé une théorie fondée sur la philosophie grecque et la scolastique, dont elle rejetait le rationalisme et le manque de religiosité. Dans le vide philosophique qui caractérisait la Russie, Voltaire est apparu comme le seul penseur rationnel, exprimant à lui seul la modernité, la liberté et la lutte contre les croyances dépassées. Nombreux furent alors les Russes qui adhérèrent au voltairianisme, nourrissant chez eux une forme de scepticisme toujours plus radical qui aboutira au XIXe siècle au nihilisme.

#### L'idéal humaniste de Rousseau et des utopistes anglais
L'influence de Jean-Jacques Rousseau sur la philosophie russe est bien différente de celle de Voltaire. Par contraste avec elle, elle est jugée « positive » par Alexandre Papadopoulo. En effet, elle établit des valeurs de bonté et de justice « naturelles », une divinité et une religion « naturelles », un « droit naturel », tous fondés sur la nature de l'homme raisonnable, naturellement bon. Si la « religion naturelle » de Rousseau est condamnée par l'Église et les autorités russes en tant que forme d'athéisme, la théorie du droit naturel, également présente dans les œuvres traduites d'autres philosophes français (Helvétius, Montesquieu, etc.), se conjugue chez nombre de penseurs russes, tels Novikov et Radichtchev, à l'utilitarisme anglais de Locke, Hume ou Priestley. L'ensemble de ce courant de pensée part du principe que l'homme possède des droits par sa nature même, qui ne dépendent pas de l'Église, ni même de la religion, et que l'État et le pouvoir en général doivent respecter. Il constitue en Russie une forme d'humanisme à caractère moraliste, le « sens moral » y étant considéré comme plus important en l'homme que la raison.
Cet humanisme moraliste gardera durant tout le XIXe siècle des partisans influents en Russie, jusqu'à Léon Tolstoï, qui portait sur lui une médaille de Rousseau, mais dès le début du XIXe siècle il sera imprégné par les valeurs esthétiques du romantisme allemand et prendra de ce fait la forme d'un « humanisme esthétique », où le « Beau » s'identifie au « Bien ».
Un autre courant se développe au XVIIIe siècle à la suite de traductions de livres représentant des cités idéales, comme Utopia de Thomas More : il s'agit du courant utopiste. Il connaît un grand retentissement dans l'intelligentsia, car il prolonge le mouvement critique du voltairianisme, tout en s'inscrivant dans la perspective positive du droit naturel et des religions naturelles, donnant ainsi à l'humanisme moral un idéal de société juste. Cette recherche d'une société où règne la justice rejoint, selon Papadopoulo, une tendance fondamentale de l'« âme russe », qui se manifestait aux siècles précédents à travers l'idéologie religieuse, et qui en cherche désormais une définition à la fois laïque et universelle. À l'instar de l'humanisme moralisateur, fondé sur la religion et le droit naturel, les considérations sur une cité idéale sont universalistes et ne se fondent que sur la justice conforme à la nature de l'humanité. Les préoccupations qu'on y trouve seront celles du populisme, de l'anarchisme et du socialisme russes.

#### Le mysticisme franc-maçon

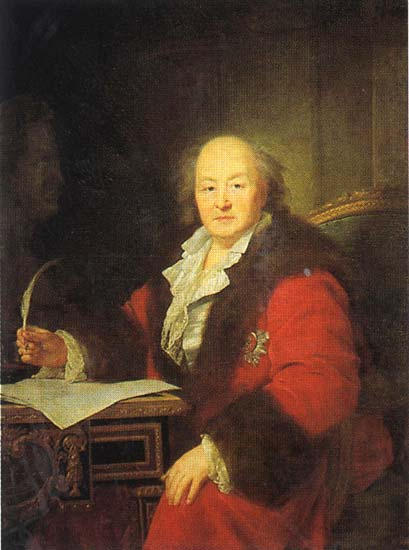
Ivan Elaguine selon un portrait daté de 1789. Ésotériste, membre de la cour de Catherine II, traducteur d'ouvrages mystiques occidentaux, il est durant la seconde moitié du XVIIIe siècle l'un des principaux représentants de la franc-maçonnerie russe.

C'est vers le milieu du XVIIIe siècle, sous le règne d'Élisabeth Ire, que les idées maçonniques se répandent au sein de la noblesse russe. La franc-maçonnerie philosophique, telle qu'elle se présente dans la seconde moitié du XVIIIe siècle à la pensée russe, n'a que peu de rapport avec ce qu'elle deviendra par la suite aux XIXe et XXe siècles. Elle répond à un besoin religieux profond malgré le discrédit de l'Église en tant qu'institution qu'avait porté le voltairianisme en Russie. Pour répondre à ce besoin, il fallait une philosophie qui apparaisse « moderne », post-voltairienne, autrement dit libre et laïque. Mais elle devait conserver en même temps les idées chrétiennes de solidarité et de fraternité, par une sorte de mysticisme humaniste, avec cependant une conception épurée de Dieu en tant qu'idéal de Bien et de Vérité. Le besoin se faisait ressentir également d'une organisation hiérarchique de « frères » similaire à celle de l'Église orthodoxe, avec ses rites et ses secrets, mais laïque, œuvrant pour le bien de la société, voire de l'humanité entière.
Dans cette forme mystique de la franc-maçonnerie, inspirée de Jacob Böhme et Louis-Claude de Saint-Martin, on retrouve les tendances à l'utopie, à une « religion naturelle », mais aussi la dimension ésotérique profonde du christianisme que l'Église officielle dissimulait. Divers ouvrages mystiques occidentaux ont d'ailleurs été traduits en russe grâce aux francs-maçons, élargissant ainsi à l'est la sphère d'influence du mysticisme occidental. Il y est question alors de retrouver le sens secret de l'Homme qui réside en nous, et de la vie en général. Cette vision du monde est entièrement anthropocentrique : l'Homme lui-même est une synthèse de tout l'Univers, il est le microcosme et l'« Adam parfait » qui a été abîmé par sa chute et qu'il s'agit de retrouver. À ces enseignements se mêlent des traditions occultistes qui remontent à l'Antiquité, un mysticisme gnostique ou plotinien diffus, des légendes ésotériques concernant le Temple de Salomon, des cérémonies symboliques et théurgiques.

### L'influence de la philosophie allemande auXIXesiècle
Alors que la pensée russe du XVIIIe siècle est soumise  à l'influence de la « philosophie des Lumières » (Voltaire, Rousseau, Montesquieu, les Encyclopédistes), au XIXe siècle, elle est marquée par celle de la philosophie allemande. Dans la première moitié du siècle en particulier, après l'invasion de la Russie par la France, c'est la philosophie romantique allemande qui constitue la référence principale, tandis que l'idéalisme de Kant, et jusqu'aux années 1830 celui de Hegel, n'attirent que peu les intellectuels russes. La pensée de Leibniz joue par ailleurs un rôle déterminant dans l'émergence du mouvement personnaliste au cours de la seconde moitié du siècle, marquée par l'historiosophie hégélienne.

#### La philosophie romantique de Schelling
La philosophie romantique de Friedrich Schelling reçoit en Russie un accueil très favorable au début du XIXe siècle et y joue, à partir de cette période, un rôle considérable dans le développement de la philosophie. Elle fait écho à l'esthétisme des intellectuels russes en plaçant l'idée du Beau au centre d'une vision du monde cohérente et englobante, embrassant tout, et se trouvant en accord aussi bien avec les sciences du temps qu'avec le mysticisme chrétien qui imprègne l'époque. Cependant, loin de consister en une simple reproduction des vues du philosophe allemand, la tradition schellingienne russe les réinterprète de façon innovante. Ses adeptes ne suivent pas l'évolution de Schelling entamée en 1807 dans ses Recherches sur l'essence de la liberté humaine, s'en tenant essentiellement à son premier système – la Naturphilosophie, la « philosophie de l'art » et la « philosophie de l'identité » – qu'ils développent à leur manière.
Danilo Vellanski est le fondateur du courant schellingien en Russie. Il suit les cours de Schelling en Allemagne dans les années 1800, puis, après son retour en Russie, devient le premier adepte russe de la Naturphilosophie, dans les années 1810. À l'instar de son maître, Vellanski envisage la nature comme un « processus dynamique », en partant des formes matérielles les plus simples pour aller jusqu'aux plus complexes. Il définit la philosophie comme la « science du logos », dont l'objet est « l'essence de la vie universelle ». Toutes les autres sciences, qui n'étudient que « les phénomènes de la vie universelle », doivent avoir leur fondement dans la philosophie. Vellanski forme de nombreux esprits et notamment la jeune génération des années 1820, contribuant ainsi à l'apparition d'un véritable courant romantique à caractère idéaliste.
Parallèlement, la « Société des amants de la sagesse » devient à Moscou un foyer actif de diffusion des idées de Schelling, avec sa propre revue. Dans les années 1830, sa doctrine est enseignée dans le cercle académique de Stankevitch, d'où sont issus Biélinski et Bakounine, penseurs de tendance occidentaliste, ainsi que les slavophiles Aksakov et Samarine. Elle influence directement les réflexions de Tchaadaïev, qui nourriront elles-mêmes les discussions entre occidentalistes et slavophiles. Pour Ivan Kireïevski, l'un des premiers théoriciens du mouvement slavophile, l'idée même du slavophilisme consiste en la mise en pratique des idées de Schelling sur la religion. À ses yeux, la philosophie occidentale et sa rationalité abstraite ont atteint leur limite avec le philosophe allemand, manquant des perspectives d'un développement ultérieur lié au progrès moral, et il revient à la philosophie religieuse russe de reprendre le flambeau du progrès de l'esprit porté par Schelling.

#### La problématique historico-religieuse de Tchaadaïev

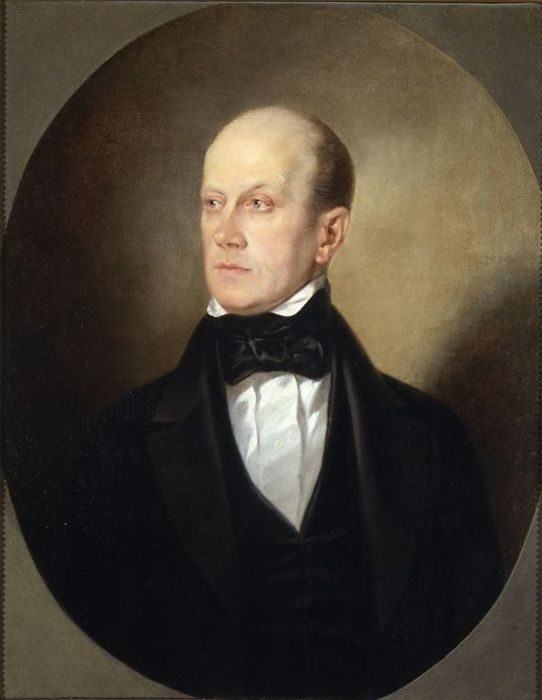
Portrait de Piotr Tchaadaïev à la fin des années 1830. Convaincu que la Russie se trouve dans un état d'infériorité par rapport à l'Occident, Tchaadaïev n'écarte pas pour autant la possibilité que s'y réalise le Royaume de Dieu sous une forme historique concrète.

La pensée de Piotr Tchaadaïev, et sa philosophie de l'histoire en particulier, exerce une profonde influence sur ses contemporains du milieu du XIXe siècle. Les idéologies des slavophiles et des occidentalistes se forment en discussion et le plus souvent en opposition avec lui. C'est en 1823, à l'âge de 29 ans, que Tchaadaïev se tourne vers la religion, quitte l'armée et effectue différents voyages en Europe où il se lie d'amitié avec Schelling, dont il fera l'éloge en Russie à son retour d'Allemagne. En 1829, il rédige en français sa première Lettre philosophique, adressée à une personne fictive (Catherine Panova). Il y critique ouvertement et radicalement la société russe, qui manque pour lui de culture, d'ordre, de rationalité, de moralité, de justice, ainsi que de la bonne religion. Cette première des huit Lettres philosophiques qu'il écrira ne paraît qu'en 1836, provoquant alors un véritable choc parmi les intellectuels russes. Jugé fou par le tsar Nicolas Ier, Tchaadaïev est définitivement interdit d'écrire, mais il ne respectera pas cette décision et rédigera (toujours en français) l'Apologie d'un fou, ainsi que de nombreuses lettres et notes de réflexion.
La problématique religieuse marque toute l'œuvre de Tchaadaïev. Au centre de sa pensée, en effet, se trouve non pas le problème de la Russie, mais celui, plus fondamental et plus général, du rôle du christianisme dans l'histoire de l'humanité et dans la vie quotidienne. Tchaadaeïv prône la réalisation du Royaume de Dieu sous une forme historique concrète, qu'il croit voir dans le développement et l'unification de l'Occident catholique. De là résulte le jugement négatif qu'il porte sur la société russe. Émerveillé par la culture de l'Occident, Tchaadaïev n'approuve cependant pas les tendances athées qui la traversent. Il est persuadé que le vrai progrès en matière de civilisation ne peut être obtenu qu'en prenant la voie de la religion. La raison, quant à elle, n'est pas selon lui autosuffisante. Au contraire, moins elle est soumise à un principe directeur – règles de la logique, lois de la nature – moins elle est forte, et l'objectif ultime de la philosophie est de révéler le principe suprême qui lui donne son pouvoir : Dieu. C'est en poursuivant cet objectif que l'on parviendra à un accord entre raison et foi.

#### L'historiosophie hégélienne
Bien que relativement délaissée au début du XIXe siècle par les penseurs russes, la philosophie hégélienne atteint rapidement son pic de diffusion au cours des années 1830-1840, éclipsant dès lors celle de Schelling. Un rôle marquant dans cette diffusion rapide revient à Vissarion Belinski, qui traduit la première version russe d'un texte de Hegel intitulé Discours aux collèges. Dans ces années, l'enseignement de la philosophie hégélienne a pour centre le cercle de Stankevitch (dirigé alors par Bakounine), celui de Herzen-Ogarev et certains salons philosophico-littéraires comme celui de Tchaadaïev. C'est précisément dans ces cercles qu'a lieu la scission entre slavophiles et occidentalistes, scission que recoupe en partie, dans une perspective plus métaphysique, la polarisation entre schellingiens et hégéliens. L'hégélianisme des penseurs russes est anthropocentrique : ils s'intéressent moins au système d'ensemble, à la dialectique universelle, qu'à sa philosophie de l'histoire et du droit. Ces penseurs s'intéressent aussi grandement, au-delà de la philosophie même de Hegel, aux disciples de son école qu'il est convenu d'appeler les hégéliens de gauche, tel Ludwig Feuerbach, qui inspireront Karl Marx.
Alexandre Herzen est généralement considéré comme le plus grand représentant de l'hégélianisme russe durant cette période. Se fondant sur un examen attentif de l'histoire de la science et de la philosophie, il pointe le fait que, les masses étant continuellement absorbées par la recherche matérielle de leurs moyens de subsistance, la science est devenue l'apanage du petit nombre. Une rupture est dès lors apparue entre la « caste » des savants et le reste de l'humanité, ce qui nécessairement donnera lieu à un affrontement social entre « l'esprit » et « la matière », inévitable dans le processus historique. Seule la rencontre de la science et des masses pourra, selon Herzen, faire disparaître cette opposition. Développant l'idée d'une union de la philosophie et des sciences, il souligne que la philosophie ne peut se développer sans l'apport des sciences, de même que ces dernières sont dans l'incapacité de nous donner un tableau véridique du monde si elles n'ont pas assimilé la dialectique que leur propose la philosophie hégélienne. Contre la tradition empiriste ou kantienne, Herzen estime que la raison ne s'oppose pas à la nature comme quelque chose qui serait la propriété exclusive de l'esprit humain, mais qu'elle est la nature prenant conscience d'elle-même, par un processus d'abord naturel qui se poursuit à travers l'histoire humaine.

#### Le personnalisme de tradition leibnizienne

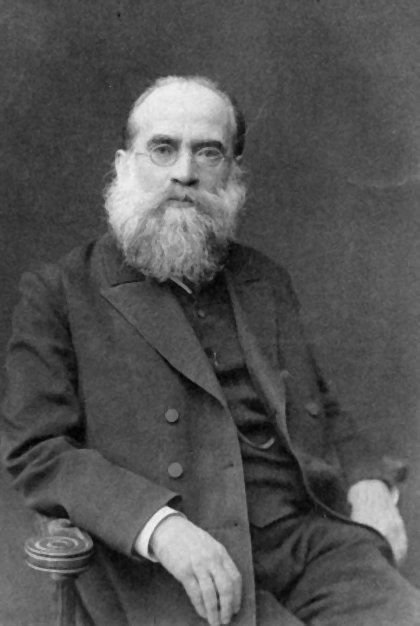
Lev Lopatine, vers 1910. Il est, avec Alexeï Kozlov, l'un des fondateurs du personnalisme russe.

Dans la seconde moitié du XIXe siècle apparaît une nouvelle tendance philosophique inspirée de la pensée du philosophe allemand Leibniz et qui trouve à l'étranger ses équivalents en Allemagne et aux États-Unis : le personnalisme, . Leibniz avait développé au début du XVIIIe siècle un système métaphysique rationaliste et spiritualiste où chaque élément de la réalité était conçu comme une entité psychique indécomposable qu'il appelait « monade ». Dans sa Monadologie, parue en 1714 (traduite en russe à partir de 1890), il établit l'existence exclusive de substances spirituelles possédant une force propre et existant en harmonie les unes avec les autres grâce à l'action programmatrice de Dieu. Cette idée sera reprise directement, ou via les théories de Lotze et Teichmüller, par les philosophes personnalistes russes tels qu'Alexeï Kozlov, Lev Lopatine ou Nicolas Lossky. Tout comme Leibniz, ils adoptent une conception spiritualiste du monde où chaque être est interprété comme un « agent substantiel »,, et sur le plan gnoséologique, ils rejettent le principe de la séparation du sujet et de l'objet typique du cartésianisme.
Le point de départ de ce courant de pensée est la conviction qu'il existe des « unités d'être », des individualités qui sont des substances spirituelles actives dotées d'une force créatrice interne et d'une liberté absolue. Ces monades créent leur destin et génèrent l'histoire et la culture. Leur nature est extra-temporelle et extra-spatiale, n'étant  pas soumise de ce fait à l'influence des relations de causalité. Bien que parfaitement individuelles, les monades ne sont pas isolées ou fermées comme le pensait Leibniz : leur propension à s'exprimer les poussent à communiquer entre elles, et par là, à créer des « symboles » ou des « signes » devant servir à cette communication. La matérialité même du monde, son extériorité, n'est qu'une production secondaire de l'interaction de ces unités, qui est aussi irréfutable que leur existence. Nous avons en effet une intuition directe de notre existence individuelle, de son unité et de la réalité du monde extérieur (« intuitivisme »).
Les personnalistes russes se sont efforcés de concilier cette conception métaphysique pluraliste avec une interprétation religieuse, en particulier chrétienne, de l'univers. Leur philosophie morale est pour cette raison anti-eudémoniste : ce n'est pas dans le bonheur mais dans un dépassement de soi plein de tension dramatique que réside le sens de la vie pour chaque personne particulière.

#### La réaction au pessimisme de Schopenhauer
La pensée d'Arthur Schopenhauer commence à susciter l'intérêt de l'intelligentsia russe au début des années 1870. Son succès a les mêmes causes que celles qui avaient attiré l'attention sur sa philosophie en Allemagne : la crise de l'optimisme philosophique et historique et une large diffusion de thèses « nihilistes ». Mais alors que Schopenhauer joue dans la pensée européenne le rôle de précurseur de l'irrationalisme philosophique, ou de la « philosophie de la vie », son influence sur la philosophie russe contribue au contraire à renforcer la tradition de l'intellectualisme face au romantisme philosophique d'un Schelling par exemple. D'autre part, le pessimisme philosophique qui traverse toute son œuvre trouve en Russie un écho particulier avec la parution en 1869 de l'ouvrage, devenu très populaire à la fin du XIXe siècle, d'Eduard von Hartmann – Philosophie de l'Inconscient. Dans cette grande synthèse mêlant les vues de Schopenhauer, Schelling et Hegel, Hartmann s'évertue à concilier la tradition romantique avec les nouvelles découvertes scientifiques. La pensée philosophique russe se concentre dès lors sur l'idée de pessimisme, qu'elle tente de développer en relation avec le nihilisme, ou au contraire d'invalider. Le philosophe et psychologue Nikolaï Grot illustre cette dernière tendance par son effort de démontrer la fausseté du pessimisme,.
En Russie, Schopenhauer n'est pas seulement perçu comme le philosophe qui exprime le plus fortement les tendances pessimistes de la philosophie européenne ; il est également perçu comme un penseur de type « oriental » ou « bouddhiste », prônant une forme d'ascétisme contraire à l'esprit du christianisme. Vladimir Soloviev, par exemple, souligne l'impossibilité qu'il y a à identifier l'éthique de Schopenhauer et son idéal ascétique à l'idéal de sainteté chrétienne, notant que la fin la plus élevée de l'ascèse chrétienne est réalisée par la transfiguration de la nature humaine terrestre, alors que l'effort pour se libérer entièrement de tout désir et de tout sentiment a une affinité bien plus marquée avec la doctrine bouddhiste du nirvana. Schopenhauer se réfère ouvertement aux « doctrines de l'Orient », ce qui suscite l'intérêt porté par certains intellectuels russes de la fin du XIXe siècle à la philosophie indienne, mais cette référence conduit aussi à une défiance de la part des philosophes religieux vis à vis de sa pensée. De Schopenhauer, ils retiennent néanmoins son esthétique, associée aux notions de méditation et de création artistique, y voyant l'aspect le plus abouti de sa doctrine. L'esthétique schopenhauerienne exerce une influence particulière sur l'œuvre d'Evgueni Troubetskoï, de Nicolas Berdiaev et d'Andreï Biély, au début du XXe siècle.

## Développements spécifiques

### Le courant slavophile
Apparu dans les années 1830, face à l'occidentalisme, le slavophilisme est un courant de pensée à caractère romantique, nationaliste et religieux, propre à la Russie. Il met en avant le fait que la Russie a connu un développement tout à fait original d'où découlent ses particularités religieuses, historiques, culturelles et nationales. Selon les penseurs slavophiles, le monde slave, dont le cœur est la Russie, est appelé, en vertu de son essence spirituelle, à régénérer l'Europe, ou à la remplacer dans sa mission spirituelle. Ce point de vue trouve son antithèse chez les penseurs occidentalistes, qui estiment au contraire que l'humanité étant une et son développement historique partout soumis aux mêmes lois, la Russie ne peut éviter de passer par les mêmes étapes historiques que les peuples d'Europe occidentale plus avancés qu'elle. À la base de l'opposition entre slavophiles et occidentalistes, il y a des désaccords philosophiques profonds, liés essentiellement au rapport à la religion, à la raison, et à la façon de les articuler ensemble.
La doctrine slavophile est profondément imprégnée de religiosité, trouvant son socle dans la foi et dans les dogmes du christianisme orthodoxe, tandis que les occidentalistes ne manifestent pas une religiosité particulière, et leurs théories historiosophiques s'en tiennent à des idées séculières. D'après les slavophiles, c'est parce que la Russie a préservé les principes authentiquement chrétiens au sein de l'orthodoxie qu'elle sera bientôt, pour toute l'Europe, à l'origine d'un renouveau de la culture. La religion orthodoxe (qu'ils différencient de l'Église orthodoxe historique) est pour eux porteuse de liberté spirituelle, d'élan créateur ; elle ignore cette soumission à la nécessité qui est le propre des sociétés occidentales, avec ce qui en découle : le rationalisme et la subordination des intérêts spirituels aux intérêts matériels. De ce matérialisme et du rationalisme en général proviennent selon eux l'individualisme, le démembrement de l'esprit par la spécialisation des activités et le nihilisme.
Alexeï Khomiakov, Ivan Kireïevski, Constantin et Ivan Aksakov, ainsi que Iouri Samarine, sont au XIXe siècle les grandes figures du slavophilisme. Bien qu'ils n'aient pas exactement les mêmes idées, ils s'accordent au moins sur trois points :
1. L'homme ne peut accéder à la vérité au moyen de ses seules capacités mentales (raison, sentiment ou même foi) ; seul l'« esprit intégral » est capable de contenir la vérité dans sa plénitude, ce qui implique l'union de toutes les aptitudes cognitives, esthétiques, émotionnelles, morales et religieuses. De plus, la connaissance authentique n'est pas accessible à un homme isolé, mais seulement à un ensemble d'êtres humains réunis par l'amour et un même esprit (Sobornost).
2. La liberté intérieure, dont relève la conscience morale et religieuse, s'oppose à la nécessité extérieure du monde, qui contraint l'activité et la pensée humaines. L'homme authentiquement libre est guidé par sa conscience, par les « raisons du cœur », et non par le calcul rationnel et l'intérêt.
3. Seules une vision du monde chrétienne et la foi orthodoxe sont susceptibles de mettre l'homme sur la voie du salut ; tout le mal provient de ce que l'humanité s'est écartée de la vraie foi et n'a pas construit une véritable Église.

Les thèmes chrétiens présents dans l'œuvre des slavophiles ont une grande influence sur le développement au XXe siècle de la philosophie religieuse russe, qui y puise son antirationalisme et son anti-occidentalisme. La philosophie idéaliste de Hegel représente pour les slavophiles le sommet du rationalisme occidental, auquel ils opposent la doctrine romantique de Schelling, dont ils revendiquent dans une certaine mesure l'héritage. C'est sous l’influence du romantisme allemand, lui-même né politiquement d’une opposition nationale et mystique à la France des Lumières, que les slavophiles construisent leur rejet de l’Europe. Bien qu'ils lui concèdent un certain rôle productif dans l’avancée de l’humanité, ils considèrent qu’elle n’est plus en mesure de l'accomplir et qu’elle doit donc le céder à un nouveau porteur de flambeau : la Russie orthodoxe. En conférant ainsi à leur pays un rôle messianique, les slavophiles prétendent dépasser la contradiction entre l’universel et le particulier, le salut de la Russie coïncidant avec celui de l'humanité entière. Leur nationalisme s'inscrit par là même dans une perspective qui se veut paradoxalement universaliste et humaniste, réservant à l'individu sa juste place.

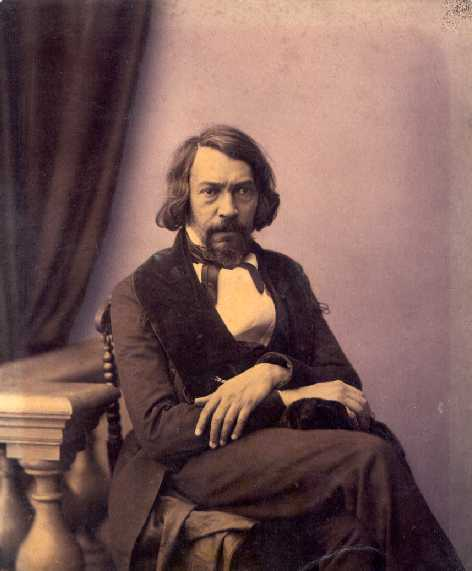
Alexeï Khomiakov (1804-1860)
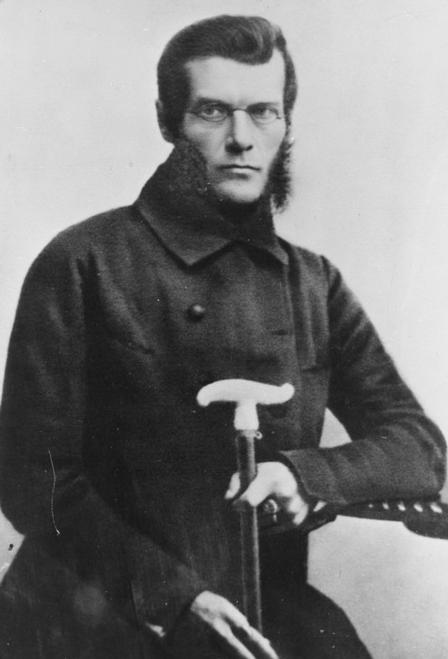
Ivan Kireïevski (1806-1856)
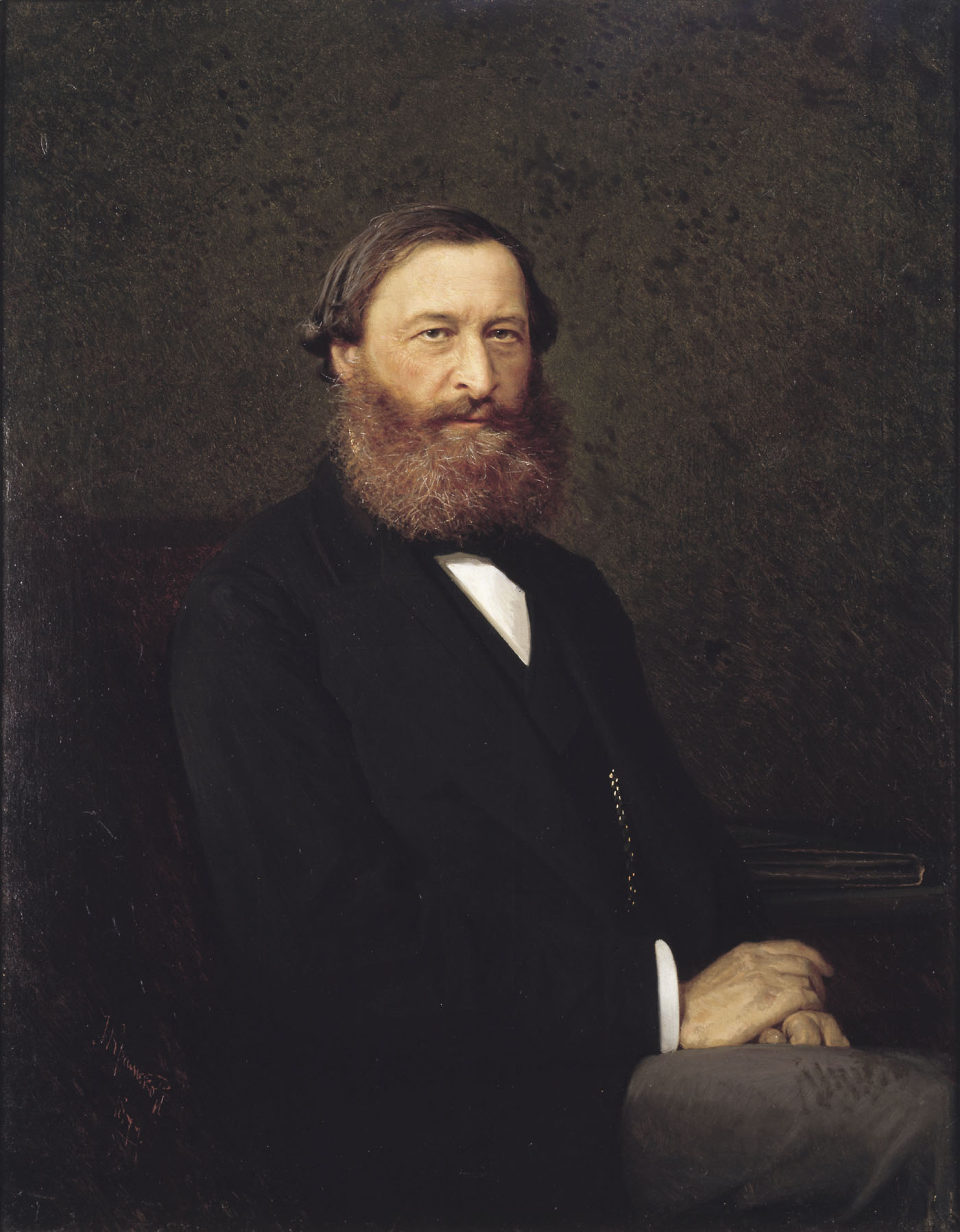
Youri Samarine (1819-1876)
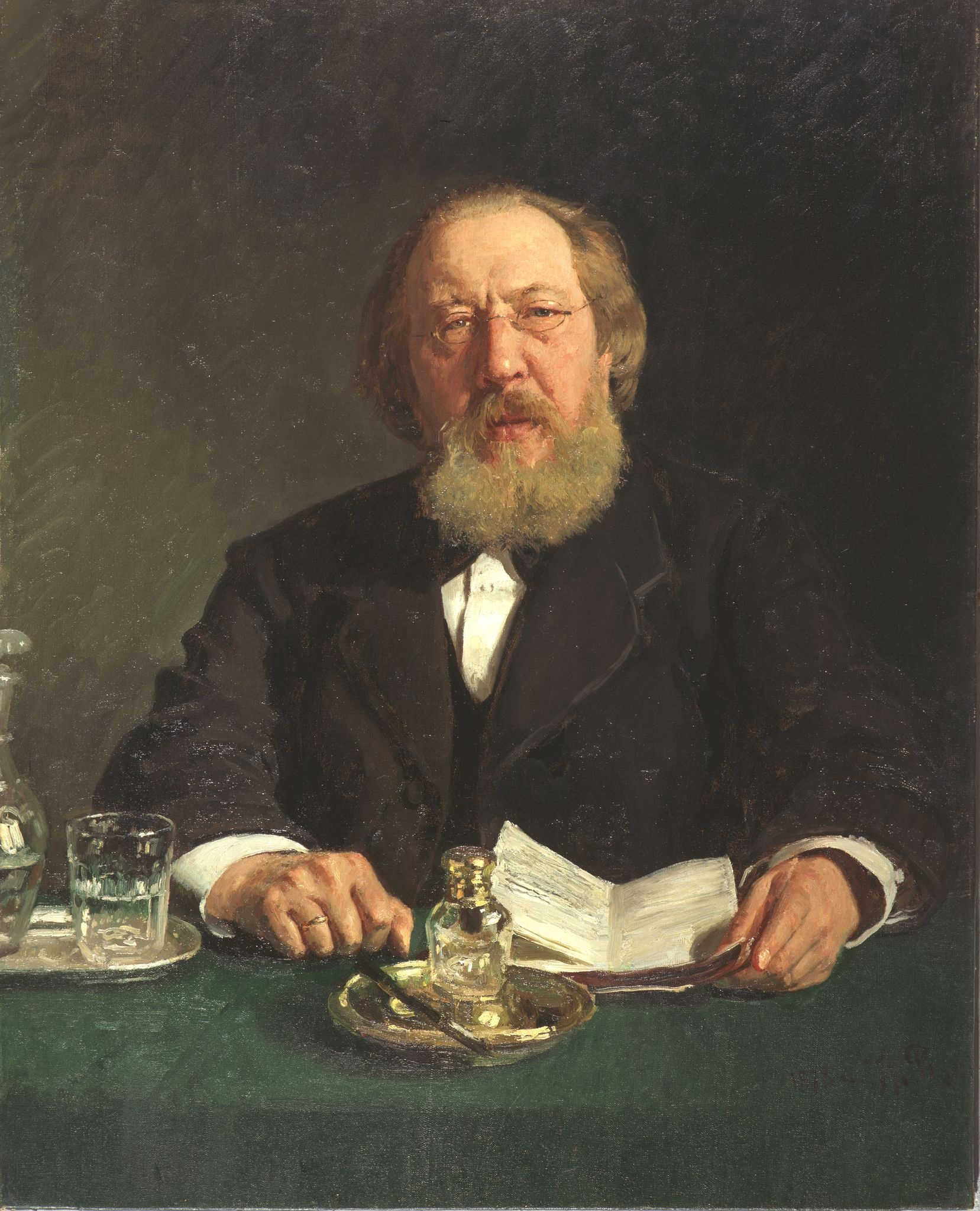
Ivan Aksakov (1823-1886)

### Le mouvement nihiliste
Spécifique à la Russie, le mouvement nihiliste est un courant de pensée, particulièrement vivace dans les années 1860, qui se développe rapidement à la fin des années 1850, au début du règne du tsar Alexandre II, pour cesser tout aussi rapidement au début des années 1880, après l'assassinat de ce même tsar par des révolutionnaires. Il s'agit moins d'un mouvement philosophique, tel qu'on le conçoit habituellement en Occident, que d'un groupe d'individus – les « nihilistes » – dont les convictions politiques radicales tiennent à la fois de l'anarchisme, du populisme et de l'individualisme. Critiques par rapport aux arts et à la littérature (certains, comme Nikolaï Dobrolioubov, se spécialisent même dans la critique littéraire), et adversaires déclarés de la religion, de l'autorité et des institutions, en particulier de la monarchie tsariste, ils partagent comme arrière plan théorique une forme de scientisme, à l'image du personnage du roman de Tourgueniev : Bazarov. C'est à partir de la publication de ce roman que se popularise la figure du nihiliste russe. Le mouvement nihiliste provoque un profond clivage au sein même de l'intelligentsia de l'époque, qui se scinde alors entre « nihilistes » et « anti-nihilistes ».
On peut, suivant Charles Moser, distinguer trois grandes orientations au sein du nihilisme russe, repérables historiquement : 
- le nihilisme intellectuel (années 1850-1860), qui « soumet toutes les idées reçues au test de la raison, avec comme présupposés que ces tests mèneront au rejet de la plupart des principes traditionnels » ;
- le nihilisme politique (années 1860-1870), qui « nie les structures sociales et politiques existantes dans l'espoir que de nouvelles structures seront créées à leur place » ;
- le nihilisme « métaphysique » (fin du XIXe siècle - début du XXe siècle), qui est « un nihilisme de désespoir qui aboutit en général à la mort ».

Le nihilisme intellectuel apparaît en Russie dans le contexte de la philosophie dite « scientifique ». Cette philosophie y prend son essor au milieu du XIXe siècle, à la lecture d'auteurs naturalistes comme Charles Darwin, Ludwig Büchner, Jacob Moleschott ou même Herbert Spencer. Elle s'oppose en tout point à l'idéalisme allemand et à la philosophie religieuse jusque là prédominants. Avec l'introduction, à partir des années 1840, du positivisme (qui a un grand retentissement en Russie jusqu'au XXe siècle) et du « matérialisme scientifique » venu d'Allemagne, une période nouvelle du savoir humain enfin débarrassé de ses projections – Dieu, l'Homme, l'État – semble s'annoncer. Dans les universités, la jeunesse instruite de ces idées nouvelles, mais aussi nourrie de celles d'auteurs progressistes (Ludwig Feuerbach, Henry Buckle) et même subversifs (Max Stirner), est conduite à rejeter les anciennes conceptions philosophiques, perçues comme dépassées, ainsi que la tradition et la religion, jugées contraires à la raison.
Selon l'historien Richard Pipes, l'impact des idées positivistes et matérialistes au XIXe siècle n'est nulle part ailleurs aussi important qu'en Russie, où l'absence d'une tradition humaniste et d'une théologie rationnelle rend les intellectuels particulièrement réceptifs aux explications naturalistes,. C'est aussi ce « vide » philosophique qui explique, selon Papadopoulo, la forte influence à cette époque du voltairianisme, où la pensée de Voltaire est réduite à une défense de la science et du progrès contre la tradition et la religion. Ce changement de paradigme s'accompagne d'une transformation du questionnement : à l'interrogation idéaliste « Que sommes-nous ? » se substitue l'interrogation pragmatique et positiviste « Que faire ? »,. De plus en plus tournés vers l'action et les questions sociales, les intellectuels tendent dès lors à se polariser entre conservateurs et révolutionnaires, séparés par un petit groupe de libéraux. Dans ce contexte, le nihilisme intellectuel se convertit en nihilisme politique, puis en activisme de plus en plus violent. Le nihilisme politique continue d'inspirer la pensée révolutionnaire russe jusqu'au XXe siècle, notamment dans sa justification de la violence.
On compte généralement parmi les nihilistes russes ou leurs précurseurs : le penseur de l'anarchisme Mikhaïl Bakounine, le chef de file du mouvement populiste russe Nikolaï Tchernychevski (de tendance matérialiste), les principaux représentants du positivisme russe Piotr Lavrov et Nikolaï Mikhaïlovski, les matérialistes et populistes Nikolaï Dobrolioubov et Dmitri Pissarev. Ce dernier est souvent perçu comme l'archétype du penseur nihiliste.

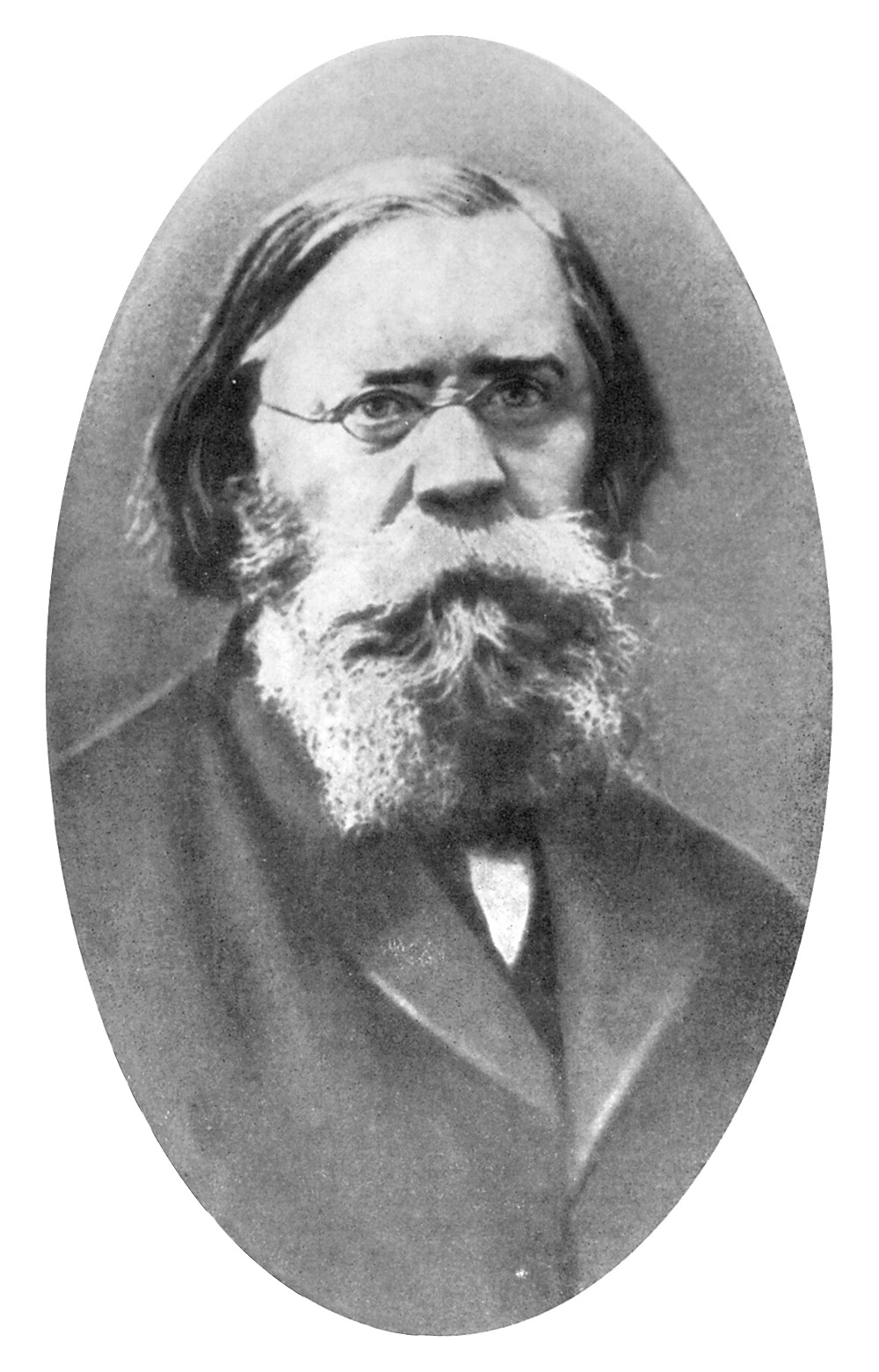
Piotr Lavrov (1823-1900)
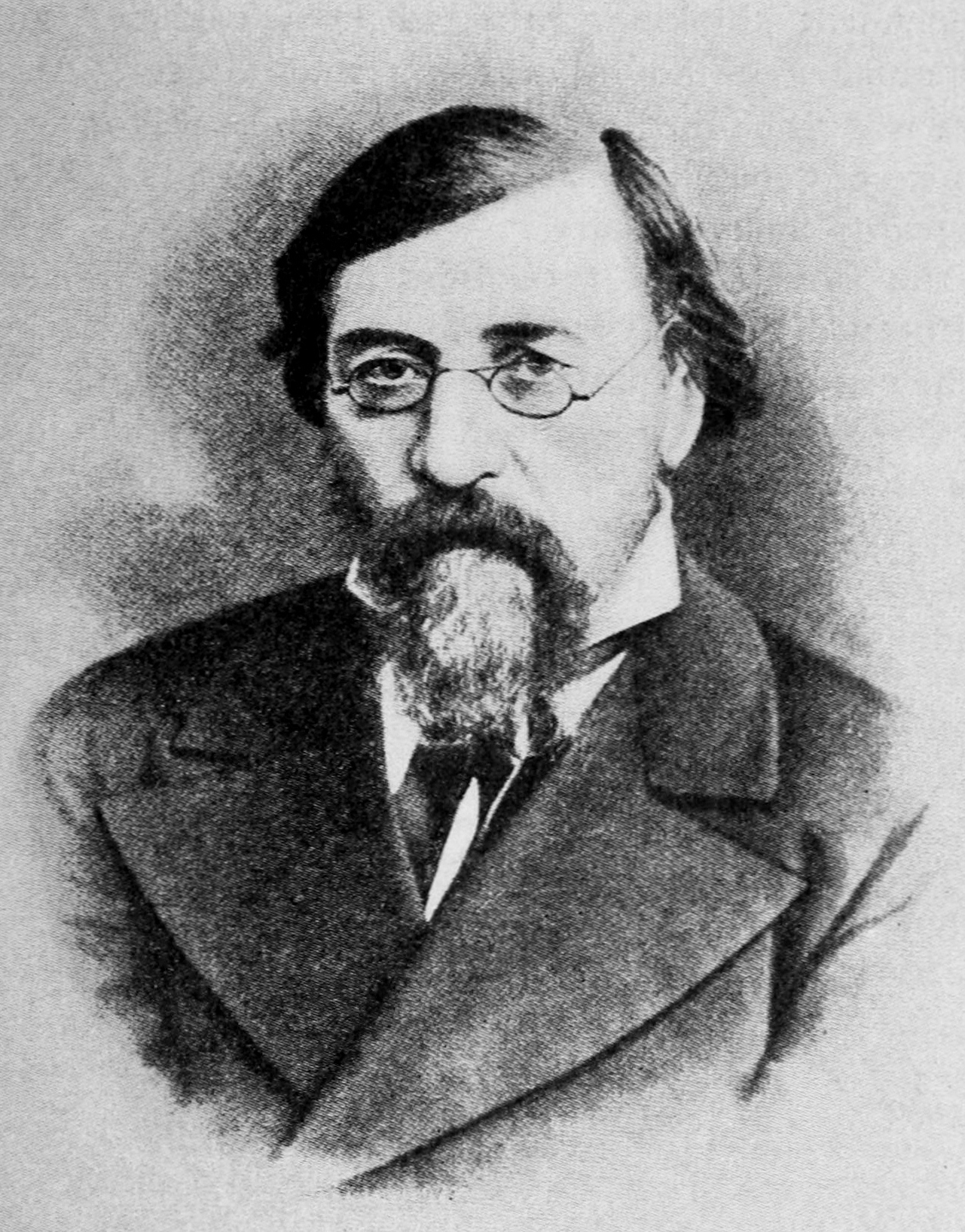
Nikolaï Tchernychevski (1828-1889)
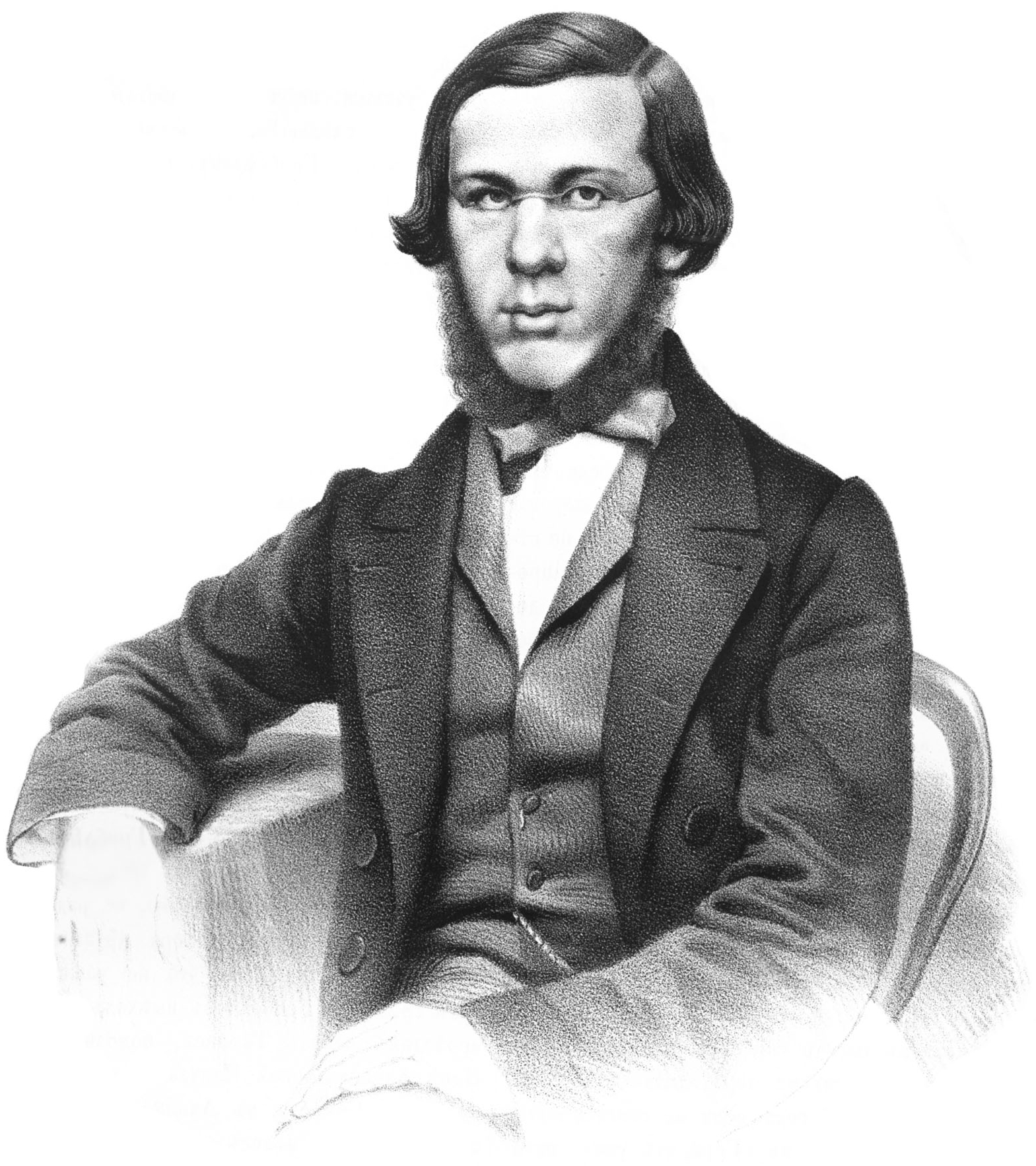
Nikolaï Dobrolioubov (1836-1861)
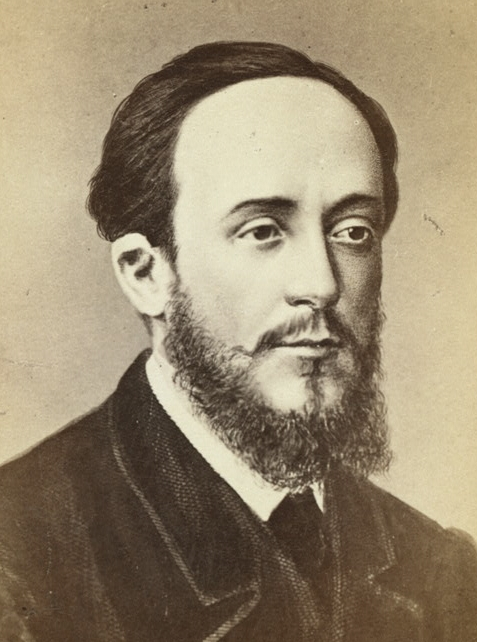
Dmitri Pissarev (1840-1868)
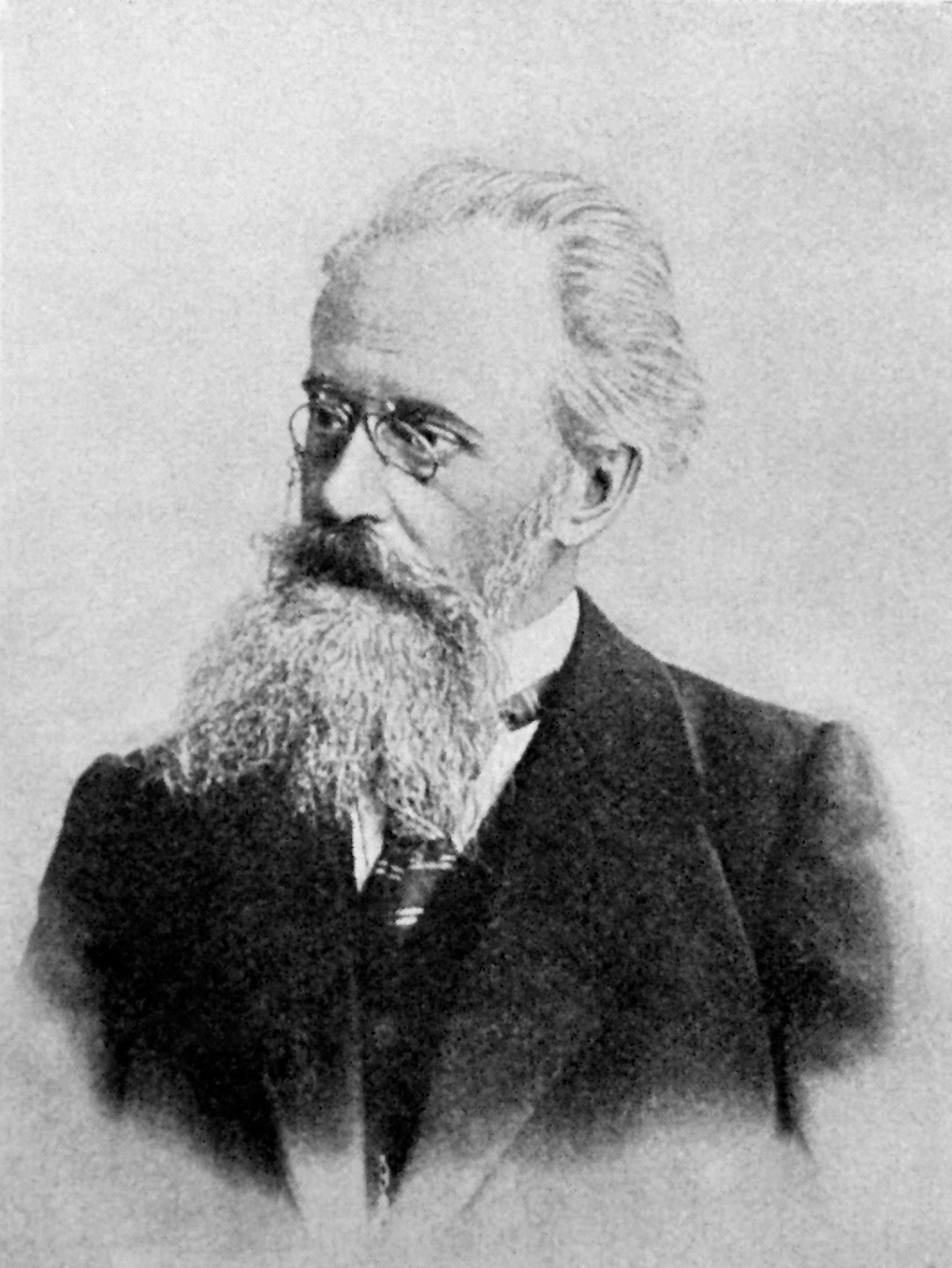
Nikolaï Mikhaïlovski (1842-1904)

### Soloviev et l'Âge d'argent

#### Soloviev

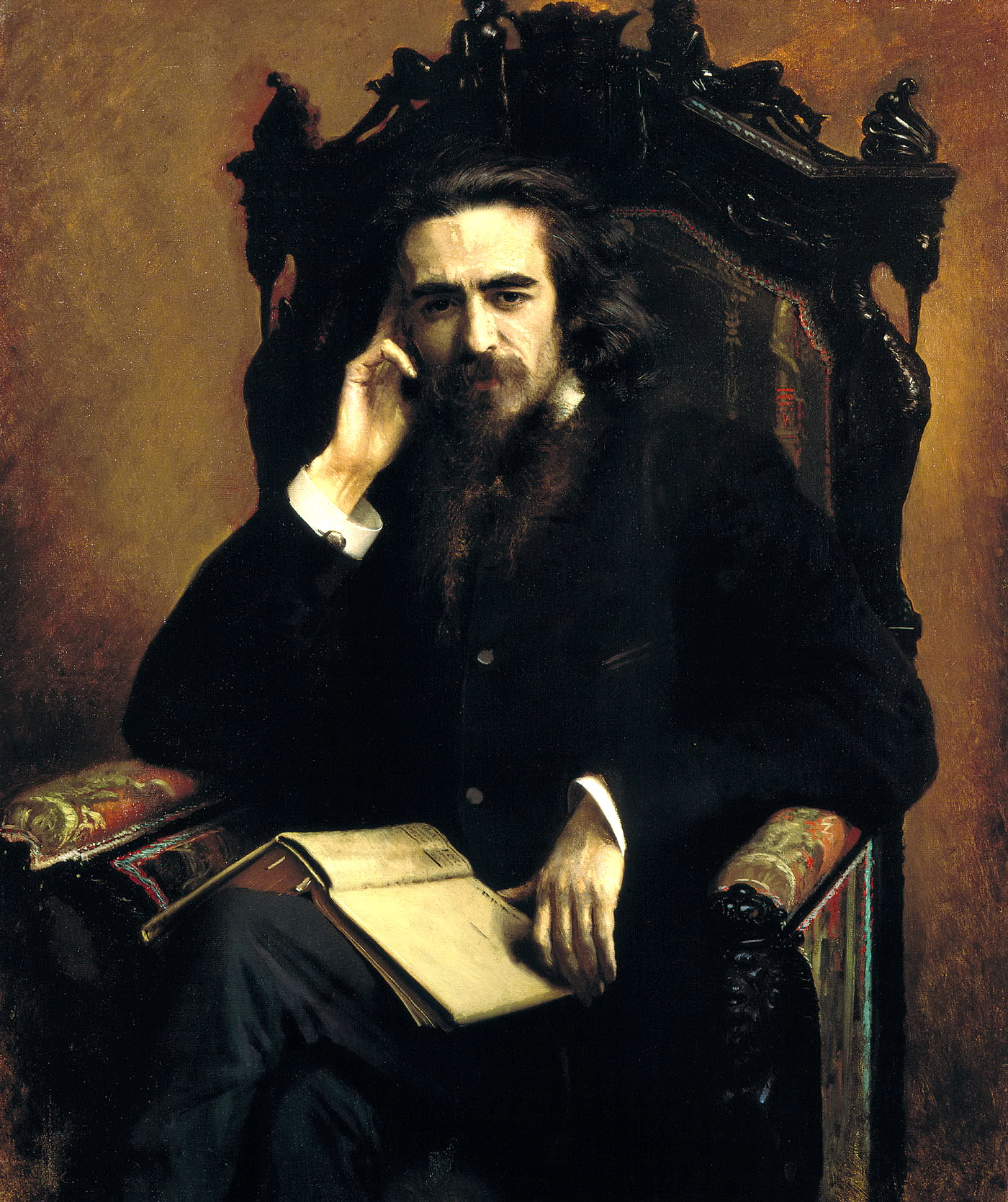
Portrait de Vladimir Soloviev, daté de 1885. Soloviev est à l'origine d'un système philosophique très influent appelé « philosophie de l'unitotalité ».

Vladimir Soloviev est une figure essentielle de la philosophie et de la culture russe. Durant le dernier quart du XIXe siècle, il crée le premier système philosophique original de la sphère russe : la « philosophie de l'unitotalité ». Celle-ci repose sur les deux concepts piliers que sont la « divino-humanité » (ou « théandricité ») et la « sophiologie ». C’est Soloviev qui introduit le premier l’idée d’une étude spécifique de la Sophia où s’articulent à la fois le domaine de la mystique et celui des concepts. Presque tous les philosophes qui lui succèdent en Russie ont dû se rapporter à lui, soit en le critiquant, soit en développant sa pensée. De ce fait, il passe pour être le fondateur de la philosophie russe proprement dite. Si les problèmes philosophiques qu'il aborde ne sont pas nouveaux, ils deviennent fondamentaux pour sa génération, et le platonisme qu'il ranime révèle un arrière plan spécifique à la philosophie russe. Outre cette influence platonicienne, la doctrine de Soloviev renvoie au néoplatonisme (Plotin, Proclus), au gnosticisme grec et juif, à Böhme, à Spinoza, aux romantiques allemands, à Hegel, aux penseurs slavophiles (Khomiakov, Kireïevski). Pour lui, l'objectif de la philosophie consiste à réaliser une synthèse de la « connaissance philosophique » et de la foi religieuse, en particulier chrétienne. Son projet de « connaissance intégrale » ambitionne l'unité de la théologie, de la philosophie et de la science.
Conformément à la tradition théologique de l'apocatastase, Soloviev interprète l'évolution naturelle et le processus historique comme des étapes dans la restauration de l'unité entre le divin et l'humain (« divino-humanité »), unité qui a été rompue après la Chute. Il réhabilite par ailleurs l'approche apophatique ou négative de l'absolu qui était déjà celle de Plotin, Proclus, Pseudo-Denys ou Nicolas de Cues. L'apophatisme de Soloviev ne se borne cependant pas à caractériser l'absolu en des termes négatifs pour en signifier la transcendance ontologique et cognitive. Les qualifications de Dieu comme « Abîme », « Rien » ou « Néant » ne rendent pas selon lui pleinement l'essence du divin ; elles indiquent seulement qu'il est inadéquat d'utiliser vis à vis de lui la catégorie métaphysique de l'être. Dieu en effet n'est pas « un être » ; il possède le statut indéterminé d'« Étant absolu », de ce qui est non pas tel ou tel, selon une certaine essence, mais de ce qui existe de façon absolue et suressentielle. En ce sens, Dieu peut être défini comme étant à la fois « rien et tout ― rien, parce qu'il n'est pas quoi que ce soit, et tout, car il ne peut être privé de quoi que ce soit ». Cette définition inscrit la théologie de Soloviev dans la tradition mystique, au-delà  même du contexte russe, mais aussi dans la tradition philosophique russe de l'Âge d'argent qui lui succède immédiatement.
La sophiologie de Soloviev s'insère dans une vision unitaire des rapports entre le créé et l'incréé , celle de l'« unitotalité », où l'idée d'humanité se mêle aux notions de Dieu et de monde. Dès 1874, dans sa thèse de doctorat,, Soloviev décrit le mouvement de la pensée occidentale comme une émancipation par rapport à l’autorité révélée. C’est d’après lui à partir de ce processus d’émancipation que la pensée occidentale s’est éloignée de son but véritable : saisir l’unité intrinsèque du réel. Soloviev s’appuie alors sur les ressources de la tradition religieuse russe et orthodoxe pour saisir ce qui, de la réalité, échappe à la raison limitative de l’homme qui fragmente tout ce qu’elle conçoit. Cette réalité lui apparaît sous les traits féminins de la Sophia. En elle se transfigure la matière, et par elle l’esprit s’incarne. C’est, selon Soloviev, ce phénomène mystérieux de l’incarnation « sophianique » qui fait de la sophiologie la principale clé d’intelligibilité du réel. Avec Soloviev, la Sophia prend un double aspect et s'identifie tantôt avec le monde des idées dans l'Absolu, tantôt avec le principe absolu dans sa manifestation. Cette dualité de la Sophia exprime son caractère médiateur : sous ses aspects divers, elle se rapporte en effet aussi bien au monde divin qu'au monde créé. Soloviev définit la Sophia dans cette perspective tantôt comme le corps de Dieu, tantôt comme l'âme du monde.

#### La notion d'Âge d'argent

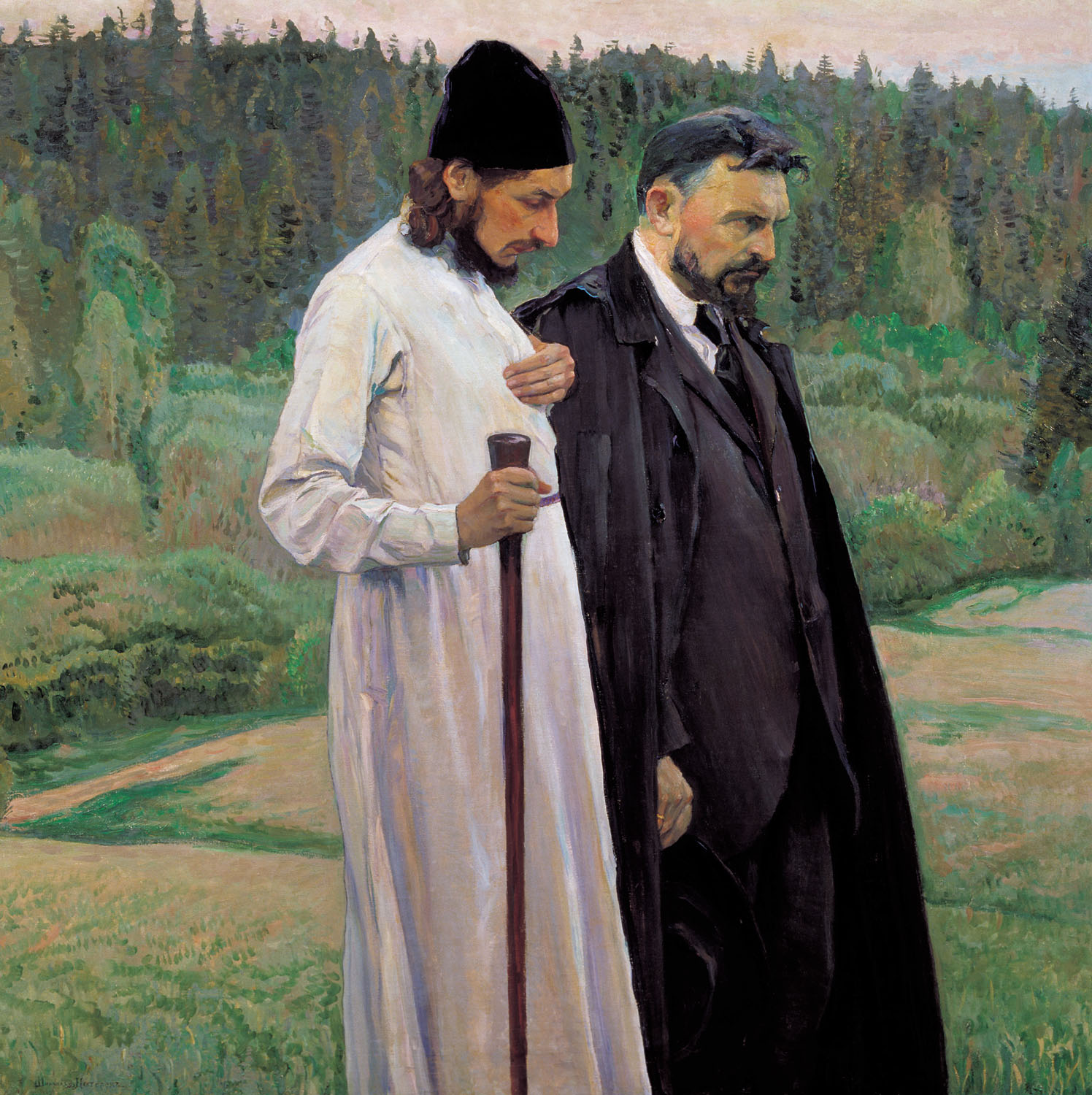
Les philosophes Paul Florensky et Sergueï Boulgakov en 1917, par le peintre symboliste Mikhaïl Nesterov, tous trois représentants majeurs de l'Âge d'argent.

L'expression « Âge d'argent », ou parfois « siècle d'argent », caractérise les diverses tentatives de recherche novatrices en Russie, entre les années 1890 et 1920, voire plus tard dans les milieux de l'émigration, concernant la littérature, la peinture, la musique, le théâtre et le ballet, ainsi que la philosophie. Elles ont pour fruit l'apparition rapide de nouveaux courants, tels que l'impressionnisme, le symbolisme et le modernisme. Elle fait écho à l'expression « fin de siècle », désignant communément les mouvements culturels et artistiques français qui émergent à la fin du XIXe siècle, et se rapporte à la notion d'« Âge d'or » de la littérature russe, qui désigne la période des premiers grands écrivains russes (Alexandre Pouchkine, Mikhaïl Lermontov, Nicolas Gogol), entre les années 1810 et 1830. Fiodor Dostoïevski (bien que romancier) et Vladimir Soloviev sont généralement considérés comme les précurseurs de l'Âge d'argent en philosophie. Sous leur influence, nombre de penseurs russes se tournent de plus en plus vers la religion orthodoxe, mais aussi vers d'autres confessions ou traditions.
Nicolas Berdiaev, qui se considère lui-même comme un philosophe de l'Âge d'argent, caractérise cette période de la philosophie russe comme une véritable renaissance, bien que de type exclusivement religieux, et plus particulièrement chrétien :
« La renaissance russe était […] une philosophie religieuse, et plus exactement une philosophie chrétienne […]. Cette constatation se rapporte également – quoiqu'avec quelques restrictions et précisions – à des auteurs comme Rozanov, antichrétien par excellence, ou Chestov, soulignant sa filiation avec le judaïsme. Il n'est même pas possible de les considérer comme des exceptions confirmant la règle ; il faudrait plutôt dire que chacun d'eux était un cas compliqué et paradoxal de dépendance du message chrétien. »
De fait, la réflexion philosophique associée à l'Âge d'argent se déploie essentiellement en relation avec les dogmes chrétiens. Teresa Obolevtich compare la relation de la philosophie et de la religion durant cette période avec les tentatives de synthèse de la philosophie et de la Révélation à l'époque patristique. Cependant, l'ampleur de la pensée critique au début du XXe siècle conduit certains penseurs, comme Tolstoï et Merejkovski, à rechercher la vérité hors de l'Église institutionnelle, pour une « nouvelle conscience religieuse ». Ces penseurs revendiquent le droit de se relier à Dieu de façon indépendante de toute autorité, allant jusqu'à prôner l'anarchisme religieux. Cette tendance se poursuit y compris après la révolution d'Octobre, certaines associations philosophico-religieuses continuant à exister encore quelques années. Mais en 1922, Lénine condamne plusieurs centaines d'intellectuels russes à l'exil, dont la grande majorité des philosophes religieux qui n'avaient pas fui le régime. Parmi les penseurs religieux restés dans le pays, ceux qui seront toujours en vie dans les années 1930 subiront tous la répression des autorités, comme Pavel Florensky ou Alexeï Lossev.

### La réflexion religieuse à l'Âge d'argent

#### Troubetskoï

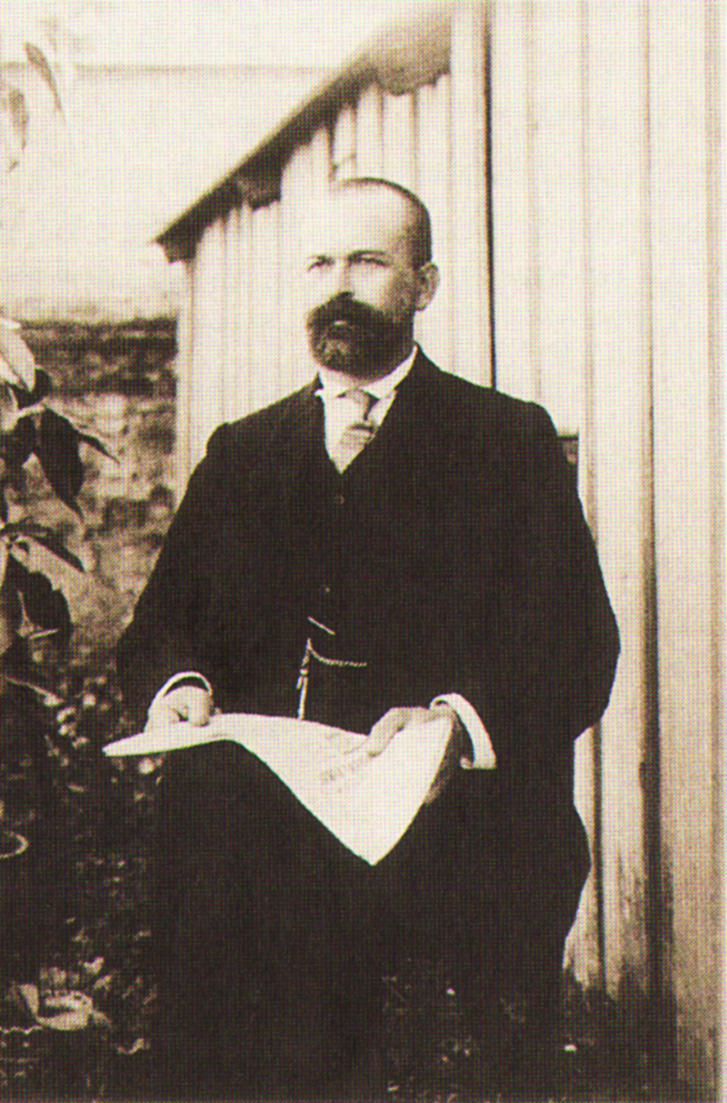
Evgueni Troubetskoï en 1910.

Grande figure de la vie intellectuelle sous Nicolas II, marquée par une effervescence de réflexions et de débats sur la religion, Evgueni Troubetskoï (à ne pas confondre avec son frère Sergueï Troubetskoï) devient durant la guerre civile russe l'un des idéologues de référence du mouvement blanc. Philosophe de l'« unitotalité » comme Vladimir Soloviev, il exprime cependant son désaccord avec lui concernant les rapports de Dieu avec la création, notamment dans un ouvrage publié en 1913 et intitulé La Vision du monde de Soloviev. Tandis que Soloviev soutenait la thèse de l'unité d'essence de Dieu et du monde, Troubetskoï affirme leur extériorité réciproque. Dieu, d'après lui, dispose d'une liberté totale de sa volonté, et il est impossible de l'assimiler à la création. Il crée le monde dans un acte purement libre, à partir de rien, et l'homme ne peut saisir les raisons de cette création. C'est également sur la liberté de Dieu que se fonde la liberté de l'individu. Si chez Soloviev les rapports entre Dieu et l'homme étaient fondés sur l'amour, chez Troubetskoï, ils le sont sur la liberté de choix, qui est la source à la fois du bien et du mal. L'homme choisit lui-même sa voie et porte la responsabilité du mal dans le monde. Cette conception de l'homme rapproche Troubetskoï de l'existentialisme chrétien.
Attaché à l'idée de transcendance divine, Troubetskoï se montre en outre critique par rapport à la doctrine « sophiologique » telle qu'elle est défendue par Soloviev. Il considère que l'erreur fondamentale de ce dernier est d'avoir identifié la Sophia divine à l'âme du monde, d'avoir vu en elle la substance spirituelle de ce monde déchu, et d'avoir ainsi relié le mal terrestre à un état dégradé et corrompu de la Sophia. Dans le Le Sens de la Vie, publié en 1918, il adresse un reproche analogue à son contemporain Serge Boulgakov, relevant dans sa sophiologie « les traces d'un gnosticisme invaincu, de type platonicien et même schellingien ». Selon Troubetskoï, la Sophia doit être ramenée entièrement à la sphère du transcendant. Elle n'est pas la médiatrice entre Dieu et la créature, mais la sagesse et la force divines, inséparable du Christ ; le monde déchu en est parfaitement distinct. Si elle peut s'y dévoiler presque physiquement, comme avec la lumière du jour, et même s'y réaliser, elle ne peut constituer le principe de son développement et de son perfectionnement. Alors que pour Soloviev, les idées éternelles de Dieu étaient, en Sophia, l'image idéale des créatures à venir, étant toutes destinées à se réaliser un jour, Troubetskoï voit dans la contingence des productions humaines une réfutation de ce point de vue.

#### Florensky
Pavel Florensky est un penseur singulier de la philosophie non seulement russe mais mondiale. En 1899, il vit selon ses dires une expérience mystique qui l'amène à la religion, et, l'année suivante, il commence des études de physique et de mathématiques à l'université de Moscou, où il se révèle être un étudiant particulièrement doué. Il passe dans ses recherches du platonisme mathématique au platonisme religieux, en tentant d'élaborer une vision intégrale du monde où doit se réunir, sur le terrain de la philosophie mathématique, science et religion. Ordonné prêtre orthodoxe en 1911 à la suite d'études en théologie, il ne cesse de mêler dans son œuvre des considérations de nature religieuse, esthétique, linguistique et scientifique. Il recevra après sa mort le surnom de « Leonardo russe », notamment à cause de la diversité de ses centres d'intérêt et de son génie supposé. Florensky exerce une forte influence sur certains grands noms de la philosophie russe : Serge Boulgakov, Vassili Rozanov, Alexeï Lossev. Après la révolution de 1917, il est un des rares philosophes à décider de rester en URSS, où il travaille comme ingénieur tout en continuant de porter la soutane. Il meurt exécuté dans un goulag en 1937.
Florensky définit sa pensée comme une « métaphysique concrète ». Il la qualifie de « concrète » d'abord au sens où elle s'appuie sur l'idée d'un lien indissoluble  des divers aspects de la réalité (Florensky parle de « consubstantialité »), mais aussi au sens où elle n'a pas pour objectif de construire une « connaissance intégrale », comme chez Soloviev. Elle vise plutôt à comprendre la spécificité de chaque sphère du réel, avec un intérêt accordé pour les détails, pour les choses de la vie ordinaire que l'on qualifie communément de concrètes. Grandement influencé cependant par Soloviev, il lui reprend le thème de la Sophia, dans une perspective qui se veut plus proche de la tradition orthodoxe, où se mêlent indissolublement le dogme, la liturgie et l’iconographie. Il voit en « Sophie » la réalité cosmique comprise comme un tout, soudée par l’amour pour Dieu et illuminée par la beauté du Saint-Esprit. Florensky décrit la Sophia non comme une essence métaphysique, donnée par une définition logique, mais comme une réalité religieuse, soulignant par là le caractère premier et authentique de l'intuition religieuse par rapport à la raison et aux spéculations philosophiques qui en découlent.

### Le cosmisme
Le cosmisme est un courant de pensée original apparu en Russie à la fin du XIXe siècle. Selon sa thèse fondamentale, les plus grandes aspirations de l’humanité, comme l’immortalité, pourront être satisfaites, non pas au moyen de transformations sociales ou d'un développement spirituel de la personnalité, mais par une sorte de transfiguration du cosmos dont l’homme devra être l'acteur principal. C'est avec Nikolaï Fiodorov et son projet de l'« œuvre commune » que sont d’abord théorisés les principes du cosmisme russe. Mais c'est à Constantin Tsiolkovski et à Vladimir Vernadski que l'on doit les développements les plus remarquables du cosmisme dit « scientifique ».

#### Fiodorov

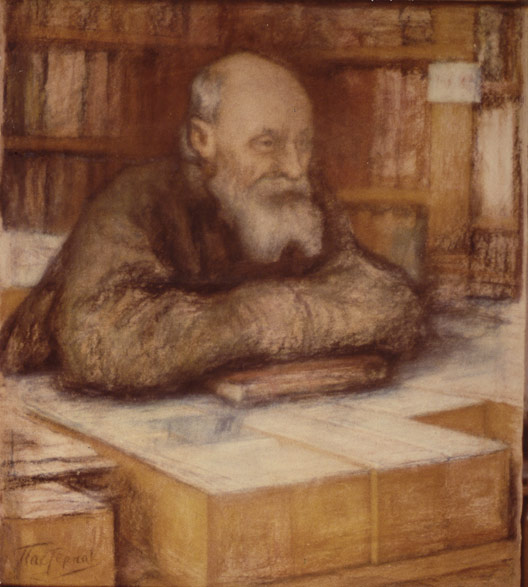
Nikolaï Fiodorov représenté dans sa bibliothèque du musée Roumiantsev à Moscou.

La philosophie de Nikolaï Fiodorov (ou Fedorov) occupe une place à part dans l’histoire de la philosophie russe. Bien qu’elle s’inscrive dans une certaine tradition philosophique et religieuse associée au christianisme orthodoxe, elle ne développe pas tant une conception du monde qu’un programme d’action à l’échelle cosmique, en vue d’une véritable délivrance de l’humanité. L’homme, selon Fiodorov, doit pouvoir vaincre les forces de la nature et dépasser sa qualité de mortel, à laquelle il a été réduit par le péché originel et la discorde. Toute sa philosophie s’appuie sur la notion de l’« œuvre commune », ou du « grand œuvre », qui n’est rien moins que la lutte collective des hommes contre la mort, le plus grand des maux selon Fiodorov. Il s'agit d'un projet de résurrection universelle de l’humanité qui s’inscrit dans une perspective à très long terme (plusieurs milliers d’années au minimum) et qui s’appuie sur un programme technoscientifique extrêmement ambitieux. Ce programme d'action doit conduire à restaurer la vie dans son unité originelle (apocatastase), ce qui revient à rétablir, par l’action collective, l’unité individuelle des corps humains en état de dispersion.
À travers l’impératif de l’œuvre commune, Fiodorov prône une solidarité humaine véritablement universelle, à l’opposé de l’individualisme existant dans les sociétés modernes. Il qualifie de « zoomorphe » l’ordre social naturel qui résulte de l’individualisme, car il est assujetti à l’ordre conflictuel de la nature, fondé sur l’égoïsme. C’est par suite de cet individualisme que les forces des hommes, étant fractionnées, deviennent impuissantes à résoudre le problème de la mort. L’anti-individualisme de Fiodorov repose sur cette conviction anthropologique et eschatologique, et non sur une théorie sociale. Il rattache d’ailleurs sa conception de l’œuvre commune non pas à une quelconque forme de socialisme utopique, mais à la religion chrétienne et, plus spécifiquement, à l’orthodoxie chrétienne. D’après lui, le christianisme orthodoxe accorde une importance toute particulière aux idées de résurrection (la fête de Pâques) et de vie éternelle.
Fiodorov défend par ailleurs une conception philosophique qu'il qualifie lui-même de « projectivisme », ou théorie du projet. Il condamne la pensée théorique pure telle qu'elle peut se présenter dans les traités de philosophie ou de théologie et proclame la nécessité de se mettre à la pratique, en agissant utilement. L'évaluation de l'utilité de l'action dépend de son niveau de contribution à la réalisation ultime de l'humanité que constitue sa victoire sur la mort. Fiodorov voit dans sa conception une alternative à l'opposition traditionnelle entre idéalisme et matérialisme, ou encore entre « subjectivisme » et « objectivisme ». Alors que le philosophe (idéaliste) et le savant (matérialiste) sont tous deux absorbés par l'étude de l'être, qu'ils isolent du devoir être dans la notion de « représentation », Fiodorov établit leur identité dans la notion de « projet » (idée à réaliser). Il établit également l'identité de la pensée et de l'être dans le devoir-être. En effet, lorsque la pensée et l'être ne sont pas identiques dans la réalité, c'est que la pensée en question, restée à l'état virtuel, doit être réalisée.

#### Le cosmisme «scientifique»

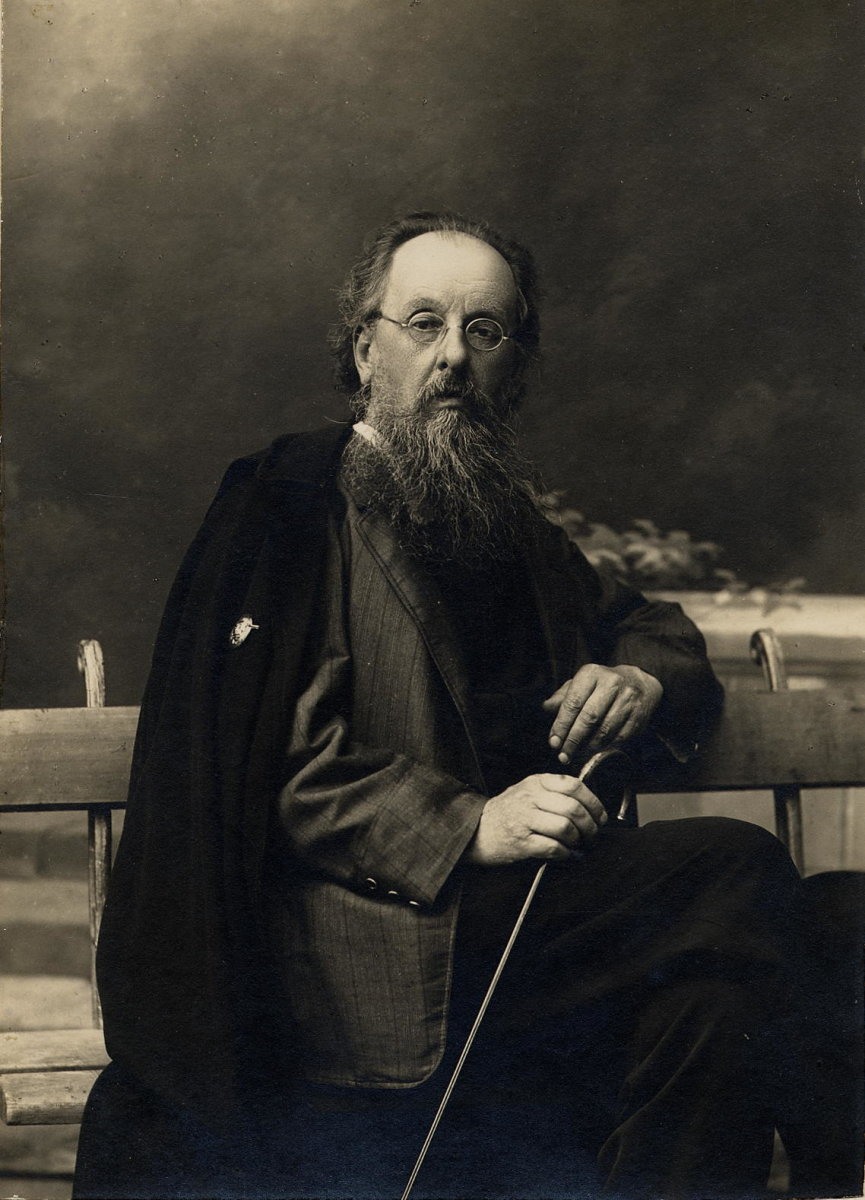
Constantin Tsiolkovski en 1924. Scientifique de formation, il est considéré comme le père de la cosmonautique russe.

C'est au cosmisme dit « scientifique » que l'on se réfère le plus souvent lorsqu'on parle de « cosmisme russe ». Svetlana Semionova, figure récente majeure du mouvement, définit cette forme de cosmisme à partir de l'idée « d'évolution active », qui fait de l'homme un être de transition au sein du processus de développement universel, capable, par sa conscience, de prendre en charge l'évolution de sa propre nature comme celle du monde extérieur. L'historien des idées Michael Hagemeister définit quant à lui le cosmisme scientifique comme un système de pensée fondé sur :
- une conception holiste et anthropocentrique de l'univers, qui présuppose une évolution « téléologique », c'est-à-dire dirigée vers un but déterminé qui donne un sens à ce processus évolutif ;
- l'identification du monde actuel à une phase de transition au sein d'un processus qui évolue de la « biosphère » (sphère de la matière vivante) à la « noosphère » (sphère de la raison) ;
- le rôle cosmique accordé à l'homme qui, en tant qu'être devenu rationnel, est destiné à devenir un agent déterminant de l'évolution cosmique, étendant le processus d'organisation et d'unification du monde commencé sur Terre à tout l'Univers, où il réussira à faire disparaître la maladie et la mort.

La clé de cette pensée, d'abord soutenue par le scientifique et ingénieur Constantin Tsiolkovski dès les années 1890, c'est l'idée du caractère cosmique de la vie, du rapport étroit et de l'interdépendance entre le macro-monde (makromir) de l'homme et les dimensions cosmiques de l'infiniment grand et de l'infiniment petit (mikromir),. Le cosmos y est vu comme un système harmonieux dans lequel l'atome et l'homme participent – chacun à leur niveau mais de manière semblable – et où ils contribuent ensemble à la réalisation de l'unité suprême. Le processus cosmique, porté par une dynamique rationnelle, consiste en une série de mouvements cycliques de l'être vers la perfection, série qui selon Tsiolkovski peut être divisée en « ères cosmiques », et où l'évolution de l'homme prend tout son sens. Dans ce processus, l'humanité doit franchir plusieurs étapes, dont chacune s'étend sur un très grand nombre d'années :
1. l'ère de la naissance, celle où s'établit un organisme socio-économique harmonieux
2. l'ère du devenir, dont le décompte commence avec le début de l'expansion cosmique
3. l'ère de l'épanouissement, durant laquelle l'homme commence à maîtriser les lois générales de l'univers
4. l'ère terminale, époque où l'humanité passe des formes « corpusculaires » d'existence aux formes énergétiques, celles des « rayonnements », marquant ainsi la fin de la chair organique souffrante et l'accession à la « béatitude éternelle » au sein de l'unité universelle.

C'est sous l'angle de la vie biologique que le physicien Vladimir Vernadski, contemporain de Tsiolkovski, aborde quant à lui le cosmisme. Il voit dans la vie une constante éternelle du cosmos, à l'instar de la matière et de l'énergie. Elle est présente en germe dans la matière à l'échelle subatomique, d'où elle émerge au niveau des organismes. Cette émergence de la vie entraîne la formation, par-dessus la biosphère terrestre, d’une nouvelle couche, dite « noosphère », où s'organise rationnellement la vie par le biais de l'activité humaine. Cette rationalisation de la vie est envisagée elle-même comme un prolongement du processus d’évolution. Mais la dégradation des ressources naturelles dans la biosphère ne permettra pas à l'humanité de continuer à vivre tel qu'elle vit actuellement. Elle devra donc changer radicalement ou périr dans une biosphère dégradée. Vernadski envisage alors une nouvelle avancée scientifique et technologique rendant possible la modification physico-chimique de la constitution même de l'homme, anticipant ainsi certains projets transhumanistes fondés sur la modification génétique.

## Marxisme russe

### Le socialisme non marxiste
Le marxisme est une idéologie politique et une philosophie qui s'inscrit dans l'histoire du socialisme. En Russie comme en Occident, les idées socialistes émergent de représentations chrétiennes qui remontent au Moyen Âge, où déjà étaient mises en avant les notions de justice sociale, d'égalité des hommes devant Dieu, d'espérance en l'avènement prochain d'une « terre de béatitude ». Les aspirations sociales y ont toujours alors un caractère nettement religieux. C'est sous l'aspect d'utopies qu'elles prennent d'abord forme, connaissant dès cette époque une certaine diffusion, comme avec les recueils du moine Euphrosine rédigés au XVe siècle. Au XVIIIe siècle, de nouvelles utopies sociales, fidèles cette fois à l'esprit des Lumières, sont décrites sous diverses formes littéraires. Des utopies d'origine étrangère circulent également en traduction, comme l'Utopie de Thomas More ou certains ouvrages de Rousseau. Au XIXe siècle, à partir des années 1830, un utopisme slavophile et orthodoxe se diffuse à travers des articles de revues, acquérant rapidement une influence considérable. Les utopistes slavophiles (Khomiakov, Kireïevski, Aksakov, Samarine) voient dans la communauté paysanne le remède à tous les maux qui minent la civilisation occidentale, notamment l'individualisme et le capitalisme industriel. Leur idéal social se fonde sur la notion orthodoxe de Sobornost (« communauté spirituelle »), et se traduit par une aspiration à un certain collectivisme religieux réalisé par les communautés paysannes. Les slavophiles, comme l'immense majorité des socialistes russes avant la diffusion du marxisme, prennent pour modèle le mir (ou obchtchina), type de commune agricole très répandu en Russie et où se pratique déjà une forme de collectivisme.
Bien différent de l'utopisme slavophile, l'idéologie du Cercle de Petrachevski, auquel appartient Dostoïevski, marque dans les années 1840 le moment où les penseurs russes de tendance occidentaliste passent au socialisme utopique. Pour Mikhaïl Petrachevski, la théorie socialiste procède du matérialisme philosophique et s'appuie sur la méthode empirique et inductive. Les membres de ce cercle partagent certaines thèses essentielles de Charles Fourier, dont ils revendiquent l'héritage, notamment l'idée d'un changement de mode de production afin de lutter contre la paupérisation ouvrière. Mais la première contribution théorique importante au socialisme utopique est, dans les années 1860, celle de Nikolaï Tchernychevski, philosophe « populiste » et principal inspirateur du nihilisme russe. Tchernychevski associe aux idées du socialisme une anthropologie philosophique de type « hégélien de gauche », insistant sur la valeur propre du travail, la satisfaction des « besoins raisonnables » et le rôle des masses laborieuses dans le nouvel État. L'organisation du travail doit y favoriser le principe de coopération, et la commune paysanne, en tant que « forme supérieure du rapport de l'homme à la terre », doit constituer l'élément de base de la nouvelle société. Tchernychevski, ainsi que Bakounine, Lavrov et Mikhaïlovski, est en Russie l'un des principaux représentants de ce qu'il est convenu d'appeler le « socialisme agraire ». On qualifie souvent ces auteurs de populistes du fait de leur référence constante au « peuple » fait de paysans et d'artisans (Narod), et de leur défiance par rapport à l'État (certains, comme Bakounine, étant également théoriciens de l'anarchisme).
Vers la fin du XIXe siècle se développe en Russie, à côté de l'utopisme révolutionnaire, un socialisme d'inspiration chrétienne qui voit dans le Christ, selon les termes de Soloviev, « le point central de l'histoire du monde ». Ce socialisme religieux est défendu sous différentes formes par les plus éminents représentants de la vie culturelle russe. Il s'agit de l'utopisme chrétien existentiel de Dostoïevski, de l'utopie théocratique de Soloviev, du socialisme chrétien de Boulgakov, du socialisme « évangélique » de Tolstoï, du socialisme chrétien orthodoxe de Nesmelov. La doctrine de Marx, à ce stade de développement des utopies sociales, apparaît comme l'expression la plus moderne et la plus aboutie du socialisme, et elle n'est presque jamais remise en cause. Même les penseurs religieux les plus critiques de l'athéisme, comme Berdiaev, Boulgakov ou Frank, commencent d'abord par y adhérer. Les divergences d'interprétation portent essentiellement sur les possibilités de l'adapter aux conditions propres de la Russie. Dans les dernières années du XIXe siècle, ces divergences prennent l'aspect d'une polémique entre ceux qu'on appelle les « marxistes légaux » (Struve, Berdiaev, Boulgakov) et les théoriciens populistes (Mikhaïlovski, Vorontsov). Les premiers, souvent de tendance religieuse, admettent qu'il est inéluctable que la société russe passe par le capitalisme, tandis que les seconds estiment que la Russie est capable d'éviter ce système jugé inhumain et doit refuser d'envoyer le moujik dans les usines. Une nouvelle étape dans l'évolution de la pensée socialiste s'ouvre ensuite avec Lénine et la création du mouvement bolchévique en 1903.

### Plekhanov et le passage au marxisme

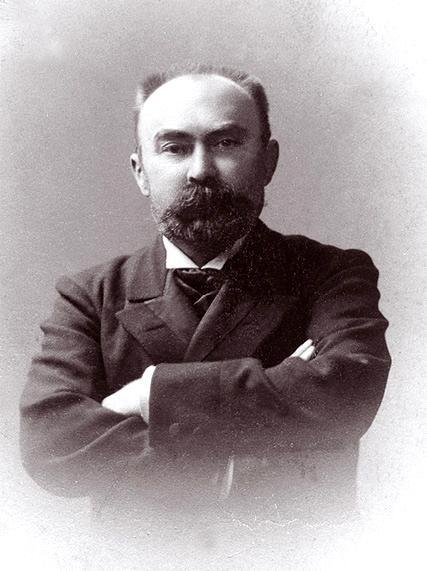
Gueorgui Plekhanov introduit le marxisme en Russie dans les années 1880.

C'est en grande partie avec Gueorgui Plekhanov que s'opère au sein de la classe intellectuelle russe le passage historique du « populisme » au marxisme. Le populisme, incarné par le mouvement des narodniki, dont Plekhanov fait lui-même partie pendant un temps, fonde tous ses espoirs de révolution sur la paysannerie russe (une paysannerie idéalisée constituée de « sages » moujiks), et sur l'obchtchina, ou mir, communauté paysanne autonome, très courante au XIXe siècle en Russie, où la propriété de la terre est collective. Avant la diffusion du marxisme au sein de l'intelligentsia, à la fin du XIXe siècle, la grande majorité des penseurs russes, au-delà même du courant populiste, partagent la conviction que c'est sur la base de ce noyau rural et collectiviste que le socialisme doit se réaliser. Cette conviction se retrouve aussi bien chez les slavophiles (spiritualistes et traditionalistes) que chez les occidentalistes (matérialistes/positivistes et progressistes ou révolutionnaires). La plupart des intellectuels russes pensent également que leur pays, grâce à ses caractéristiques particulières, peut éviter le stade capitaliste qu'ils rejettent avec force, le jugeant incompatible avec la dignité humaine. Face à cette conception proprement russe du socialisme, Plekhanov, converti au marxisme après sa rencontre avec Engels en 1880, répand au contraire l'idée que c'est uniquement par la prise de pouvoir de la classe ouvrière, elle-même indissociable du système capitaliste, que pourra se réaliser le socialisme. Estimant en outre que le despotisme russe est encore pire que le capitalisme occidental, il contribue à radicaliser l'opposition socialiste au régime tsariste.
Venu au marxisme alors que la plupart des œuvres de Marx et Engels étaient encore inconnues de l'intelligentsia, Plekhanov se lance dès le début des années 1880 dans une entreprise d'exégèse et de vulgarisation de la philosophie marxiste. La lecture de ses textes contribue fortement à gagner Lénine au marxisme, ainsi que nombre d'intellectuels russes, y compris de tendance religieuse (Boulgakov, Berdiaev). Plekhanov inscrit pleinement le marxisme dans la tradition matérialiste, et s'oppose à toute interprétation positiviste (notamment à celle de Bogdanov). Il l'associe également à l'idéalisme dialectique de Hegel sur le plan de la méthode et de la conception du développement du monde. Il s'éloigne lui-même du marxisme sur certains points de la doctrine, considérant par exemple que la science et la philosophie s'occupent en fait de la même chose, mais à des niveaux différents : la philosophie atteint l'essence des choses et elle étudie le monde comme un tout, tandis que les sciences étudient ce monde domaine par domaine, en en précisant la structure. Plekhanov voit dans la philosophie marxiste un système d'idées synthétiques embrassant l'ensemble de l'expérience de l'humanité à un stade donné de son développement intellectuel et social. Ses parties constituantes sont pour lui : la dialectique comme principe universel du développement (« l'âme » du système), la philosophie de la nature – qu'à l'instar d'Engels il tente de formaliser – et la philosophie de l'histoire.
Plekhanov insiste plus encore que Marx sur la matérialité du monde et sur son objectivité, qualifiant sa propre doctrine de « philosophie de l'objectif ». Il part du principe que la seule chose qui existe vraiment, c'est la « matière-substance », dont les attributs fondamentaux sont le mouvement et la pensée. La matière, en tant que substance ou « chose en soi », est une réalité objective, indépendante dans son existence de la conscience qu'en a l'homme. Elle est la source des sensations, par la médiation desquelles se constitue toute véritable connaissance. La matière n'est pas une substance inerte mais au contraire changeante : le monde non seulement se transforme sans cesse, mais il change selon les lois de la dialectique. Une fois établis ces principes, la tâche essentielle de la philosophie est de résoudre le problème du rapport de l'esprit à la nature, de la pensée à l'être ou du sujet à l'objet, sans céder aux tentations du dualisme et du positivisme, en se limitant au seul cadre du monisme matérialiste et dialectique. Sur le plan gnoséologique, Plekhanov rejette la « théorie du reflet » attribuée à Engels et défendue par Lénine, lui opposant la théorie dite « des hiéroglyphes », tirée de Helmholtz. Celle-ci envisage les perceptions sensibles non comme des reproductions plus ou moins fidèles des choses dans l'esprit, mais comme des signes sans ressemblance avec ce dont ils sont signes, et informant le cerveau d'une façon pratique sur l'environnement.

### Bogdanov et le marxisme «scientifique»

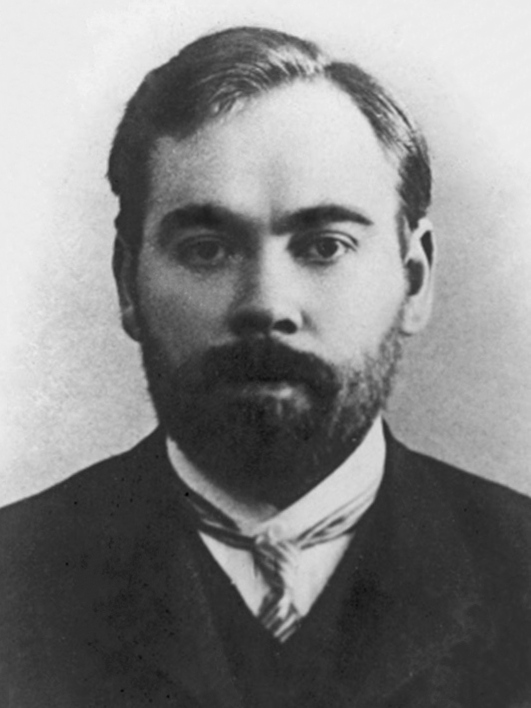
Alexandre Malinovski, dit « Bogdanov », en 1903. Il qualifie sa propre philosophie d'« empiriomonisme ».

Alexandre Bogdanov, savant naturaliste aux compétences multiples, est l'une des grandes figures de la pensée marxiste russe et du bolchévisme au début du XXe siècle. Sur le plan théorique, il cherche à réintégrer la philosophie marxiste dans l'évolution générale de la culture scientifique et philosophique occidentale. Il tente également d'opérer une synthèse entre le marxisme et les autres systèmes philosophiques monistes. Il considère le marxisme comme une science naturelle de la vie sociale, basée non pas sur la dialectique hégélienne, mais sur l'énergétisme de Wilhelm Ostwald, où tous les processus, y compris sociaux, sont interprétés comme des échanges d'énergie, autrement dit comme du « travail ». À l'empiriocriticisme de Richard Avenarius et Ernst Mach, Bogdanov emprunte la notion d'« expérience », mais en lui donnant un caractère pratique et historique, de sorte à pouvoir l'intégrer dans le marxisme, ainsi que dans sa propre théorie de l'« organisation ». Il soutient que tout ce qui existe peut être ramené à ces deux types de réalité que sont l'expérience et l'organisation, l'expérience constituant le matériau de la connaissance, l'organisation opérant l'unité entre les divers éléments de l'expérience.
Ce point de vue, Bogdanov l'appuie sur les trois thèses philosophiques fondamentales de ce qu'il nomme l'« empiriomonisme », à savoir :
1. le réalisme naïf, c'est-à-dire la conviction selon laquelle les choses sont bien telles que nous les percevons, et non pas quelque chose de caché sous la surface visible des phénomènes ;
2. la primauté de la « nature », c'est-à-dire l'affirmation du caractère génétiquement premier des combinaisons non organiques (ou organiques les plus simples), et donc du caractère dérivé des combinaisons organiques plus complexes ;
3. le caractère génétiquement secondaire de l’« esprit », identifié aux combinaisons organiques supérieures et à « l'expérience » issue de ces associations.

À ces trois thèses s'ajoute celle du monisme épistémologique : la connaissance tend toujours vers l'unité, et la philosophie « n'est pas autre chose qu'un effort pour organiser, pour ramener à l'unité l'expérience parcellaire, fractionnée pour les besoins de la spécialisation ». L'empiriomonisme de Bogdanov se présente comme une explication de la dualité apparente des phénomènes, en tant qu'ils semblent à la fois « physiques » et « psychiques », en concevant leur lien selon deux approches consécutives :
1. d'abord d'un point de vue génétique (se référant à l'origine), en supposant une origine commune de ce qui est physique et de ce qui est psychique ;
2. ensuite en analysant leur différenciation progressive au cours de l’évolution biologique, considérée en termes de complexification organique croissante.

Dans un premier temps, Bogdanov collabore étroitement avec Lénine, malgré des divergences philosophiques essentiellement liées à l'attrait qu'exercent sur Bogdanov certaines théories positivistes contemporaines (énergétisme d'Ostwald, empiriocriticisme d'Avenarius et de Mach). Rapidement, ces dissensions prennent aussi une coloration politique : à la tactique pragmatique et donc souple de Lénine, Bogdanov oppose le principe de la « pureté psycho-idéologique » du prolétariat, ce qui le conduit à se prononcer contre la participation des révolutionnaires aux organisations légales. Dans Matérialisme et empiriocriticisme, Lénine exclut Bogdanov du marxisme, le qualifiant de « disciple de Mach » (lui-même qualifié d'idéaliste), et il obtient son exclusion effective du parti en 1909. L'influence de Bogdanov ne recommence à s'exercer qu'après la révolution d'octobre 1917, quand il devient le principal théoricien du Prolektut, un organisme qui revendique le rôle de gardien exclusif de la « culture prolétarienne » dans ses formes les plus achevées, c'est-à-dire libérées de l'« influence bourgeoise ». Dans les années qui suivent, Bogdanov abandonne progressivement l'activité politique au profit de l'activité scientifique et médicale.

### Le léninisme

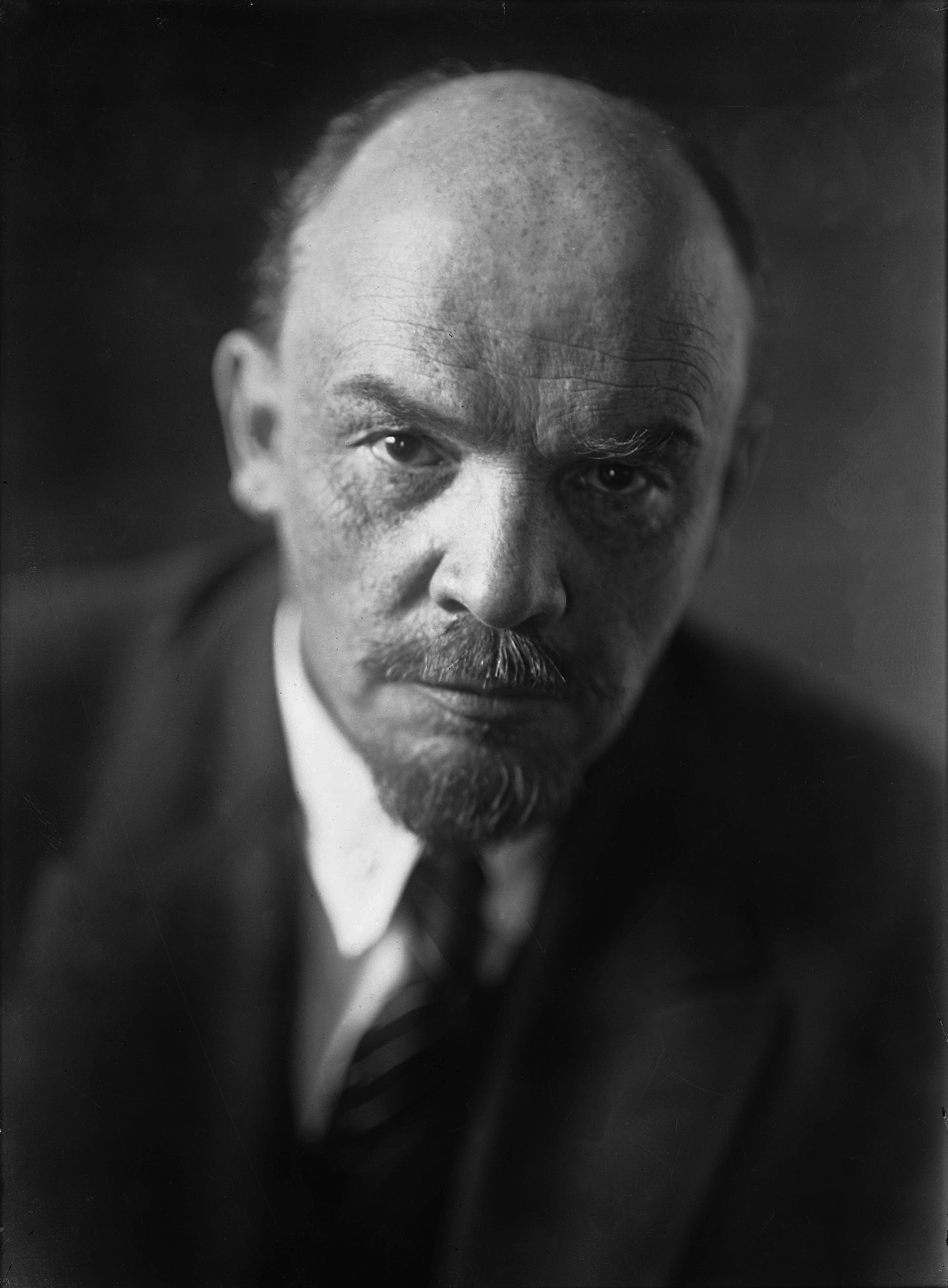
Vladimir Oulianov, dit « Lénine », en 1920. Pour lui, la tâche de la philosophie ne consiste plus à « chercher la vérité », mais à « modifier le monde » dans le sens défini par le Parti.

C'est d'abord à partir des travaux de Plekhanov (traductions et vulgarisations du marxisme) que Lénine se forme au marxisme. En 1909, dans un contexte où il doit rivaliser, à l'intérieur du courant bolchévique, avec la tendance de Bogdanov, Lénine publie l'ouvrage Matérialisme et empiriocriticisme. Dans ce livre, destiné à engager le combat avec ses adversaires sur le terrain des idées, il expose sa vision du matérialisme dialectique et sa théorie de la connaissance. Suivant les pas de Plekhanov, il s'oppose à l'introduction de toute forme de pensée idéaliste dans le marxisme, et conçoit la dialectique non pas comme un principe a priori (à la manière de Hegel), mais comme une synthèse générale du mouvement historique et social résultant de son étude empirique et de son élaboration théorique. Il voit également dans la dialectique une méthode permettant de penser à la fois l'indépendance du réel et sa relation à l'esprit (lui-même conçu comme une fonction du cerveau) dans la connaissance. Des trois « lois » de la dialectique, Lénine n'en retient qu'une, qu'il estime cependant fondamentale : celle du dédoublement de l'un et de l'unité des contraires. Il attribue à la matière, principe de toute chose, les caractères mêmes de la dialectique : mouvements contradictoires et « sauts » (skatchki, ruptures de continuité), que l'on retrouve non seulement dans la nature, mais également dans la transformation de l'énergie en conscience, ainsi que dans l'histoire humaine. La notion centrale de « saut » permet à Lénine de fonder sur un plan ontologique la possibilité d'un changement de société.
Dans Matérialisme et empiriocriticisme, son seul ouvrage proprement philosophique, Lénine s'en prend tout particulièrement au positivisme scientifique d'Ernst Mach (nommé « empiriocriticisme » ou « monisme neutre »), dont Bogdanov se réclame en partie. Il ne procède pas à une analyse conceptuelle de leurs thèses, mais tente de montrer leur incompatibilité avec celles de Marx et Engels, ainsi que leur caractère « idéaliste » (au sens philosophique), les assimilant à des « idées bourgeoises ». Assumant sa démarche, Lénine affirme la nécessité de « l'esprit de parti en philosophie ». Cette approche d'emblée politique de la philosophie implique de devoir choisir son camp – y compris sur les questions apparemment théoriques – entre « droite » et « gauche ». Sur le plan épistémologique, qui n'est pas lui-même dissocié du plan politique, l'idée fondamentale de Lénine est celle de la « théorie du reflet », reprise à Engels : la représentation en général est un reflet de la réalité objective, et la pensée humaine est capable de donner « la vérité absolue qui n'est qu'une somme de vérités relatives » ou partielles. Dans cette optique, le développement des sciences ne peut que confirmer le matérialisme, le « génie » de Marx ayant été d'appliquer le matérialisme aux sciences sociales. Il revient dès lors au « vrai » philosophe de balayer « impitoyablement, comme des ordures », toute forme d'idéalisme ainsi que les nouvelles tendances en philosophie. En outre, la tâche de la philosophie ne consiste plus à « chercher la vérité », déjà établie dans le matérialisme dialectique, mais à « modifier le monde » dans le sens défini par le Parti.
En prônant une philosophie marxiste « coulée dans un seul bloc d'acier », celui du matérialisme dialectique, Lénine transpose sur le terrain philosophique sa conception de la raison politique, basée sur la séparation en deux camps et sur une stricte discipline du camp révolutionnaire. Le matérialisme dialectique ainsi entendu est repris et accentué par Joseph Staline, qui imposera également son « léninisme » – adaptation et simplification de la pensée marxiste de Lénine – puis l'orthodoxie « marxiste-léniniste », qui coïncidera longtemps avec le stalinisme. Lénine, tout comme Staline, est convaincu que seul un parti de « révolutionnaires professionnels » persuadés d'incarner « l'Idée » (au sens hégélien) de la classe ouvrière peut animer et soulever la masse comme un levain et lui insuffler la dynamique révolutionnaire. Fondamentalement « volontariste », il estime que « l'idée du déterminisme historique ne diminue en rien le rôle de la personne dans l'histoire ». Lénine se montre sur ce point en accord avec le courant personnaliste (introduit en Russie par les néo-leibniziens), affirmant comme lui la liberté d'initiative de l'individu, mais seulement en tant qu'« être politique ». Ce rôle d'initiateur accordé à la personnalité politique est un des fondements de sa philosophie et passera, selon Alexandre Papadopoulo, à toute la philosophie soviétique, engendrant, comme « déformation », le culte de la personnalité. Nicolas Berdiaev nomme cette conception volontariste de la personnalité politique dans l'histoire : le « titanisme ».

### Le «marxisme-léninisme» de Staline

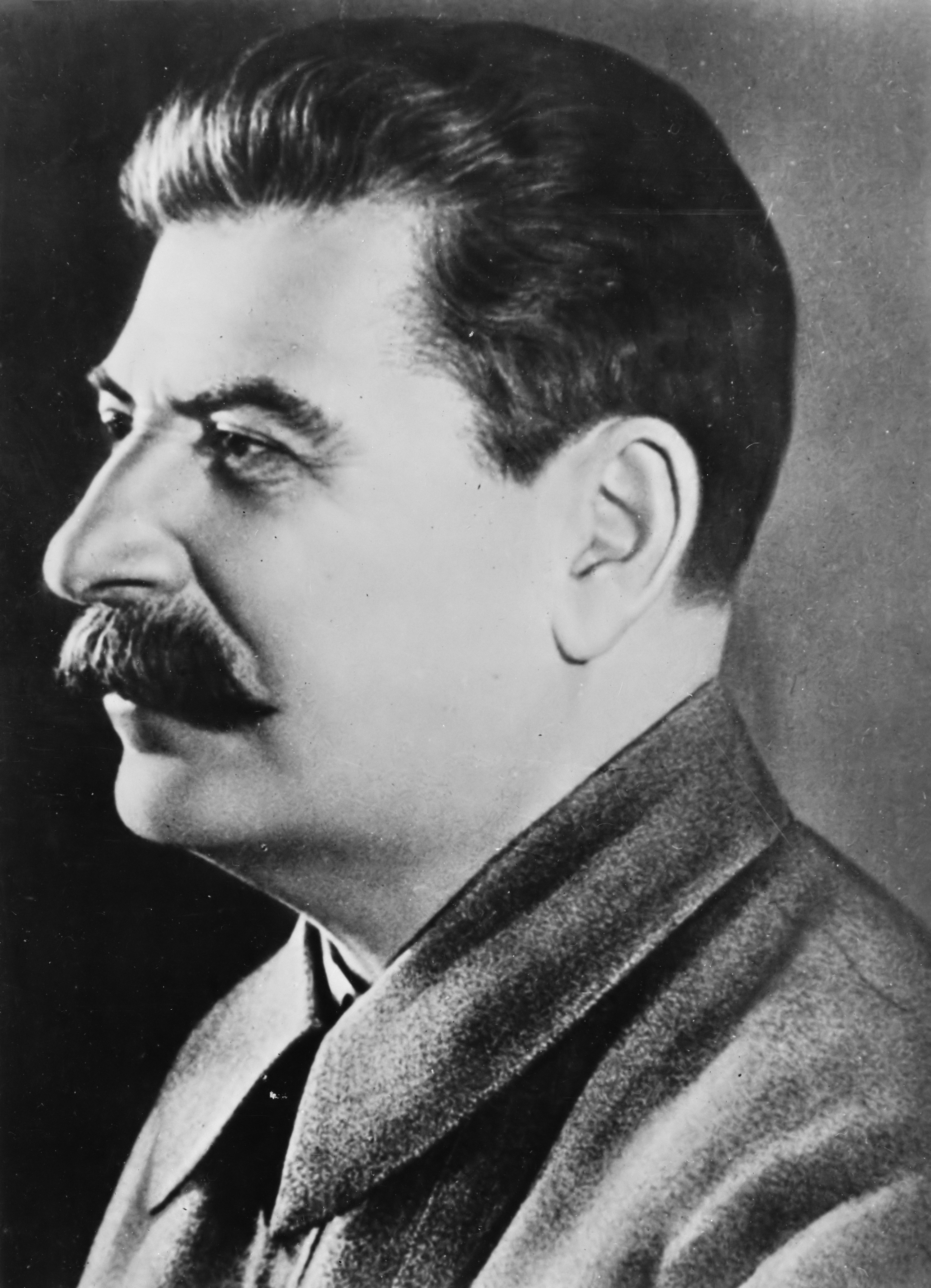
Portrait photographique de Joseph Staline (Iossif Djougachvili) en 1942. Staline parvient à imposer sa version du « matérialisme dialectique » au sein même du marxisme, devenu le « marxisme-léninisme ».

Bien que l'expression « marxisme-léninisme » apparaisse à la fin des années 1920 et soit donc antérieure aux premiers écrits officiels de Staline, c'est le dictateur soviétique qui la popularise. Il l'utilise pour la première fois en 1937 dans son opuscule intitulé Matérialisme dialectique et matérialisme historique, où il parle du « parti marxiste-léniniste ». Staline prend soin, dans ses écrits, de toujours se référer à Lénine, dont il se présente comme le disciple respectueux, tout en simplifiant la pensée et en l'adaptant aux circonstances. Sa seule innovation théorique tient à l'introduction du concept de socialisme dans un seul pays : prenant acte de l'absence, dans les pays capitalistes développés, d'un mouvement révolutionnaire qui pourrait soutenir le régime soviétique, Staline préconise, non pas de renoncer à la révolution mondiale, mais de renvoyer celle-ci à plus tard et de se concentrer en premier lieu sur la consolidation des acquis révolutionnaires dans la seule URSS. Il s'oppose ainsi diamétralement au concept de révolution permanente énoncé par Trotski, qui donne la priorité à l'extension mondiale de la révolution. C'est pour légitimer sa position que Staline utilise le terme « léninisme » comme synonyme et substitut du stalinisme ainsi entendu, mais ce terme est progressivement remplacé dans les usages par celui de marxisme-léninisme, qui désigne précisément la mise en orthodoxie du léninisme par Staline.
Le matérialisme dialectique, devenu philosophie obligatoire pour tout communiste, est considéré sous Staline comme une doctrine à laquelle les sciences elles-mêmes sont subordonnées. La méthode de « Marx, Engels, Lénine, Staline », enseignée dans les universités soviétiques, est décrétée « seule méthode scientifique qui existe ». Un culte de la personnalité se développe autour de Staline, qui en fait un chef infaillible, paré de toutes les vertus et de toutes les compétences, aussi bien dans les arts que dans les sciences. Le marxisme-léninisme établi par lui en forme l'unité d'ensemble. L'historien Nicholas Riasanovsky souligne qu'outre son caractère de « pseudo-science », le marxisme-léninisme constitue également dans ce contexte une « pseudo-religion », qui se présente comme une explication totalisante de la réalité, et qui s'arroge la compétence d'affirmer, en pratique, ce qui est bien et ce qui est mal, à partir d'une représentation  manichéenne du monde. Dans cette vision de type religieux, le prolétariat joue le rôle du messie à la fois victime et victorieux, la société sans classes tient lieu de paradis, le Parti remplace l'Église, tandis que les œuvres de Marx, Engels, Lénine et, jusqu'à une certaine époque, de Staline, font office de Saintes Écritures. Le marxisme-léninisme en Russie est aussi parfois vu comme une nouvelle religion orthodoxe qui reprendrait sous une forme séculière et « idéocratique » les aspirations sociales et théocratiques des penseurs religieux orthodoxes.
Dans un registre plus proprement philosophique, Alexandre Papadopoulo relie la doctrine de Staline à la conception hégélienne du rôle de l'État dans l'histoire. Pour Hegel, « le pouvoir de l'État, qui se sait lui-même, doit avoir le courage de se comporter d'une façon tyrannique dans les cas de nécessité, quand l'existence du Tout est compromise », et Hegel n'accorde par ailleurs guère de valeur à l'individu. Pour lui, il s'agit même d'un obstacle à l'État, qui seul incarne l'Esprit. En revanche, le « grand homme » a dans sa théorie politique un statut privilégié, car c'est par lui que l'État prend conscience de lui-même et se réalise. Le grand homme a selon Hegel un caractère exceptionnel « qui fait que les autres le nomment leur Maître » ; seule sa volonté compte, Hegel allant jusqu'à affirmer que si les autres lui obéissent contre leur volonté, c'est parce que sa volonté est leur volonté véritable. De même, l'individu ordinaire et sa volonté particulière ne comptent pas dans la perspective stalinienne. La personnalité historique a certes une grande valeur en tant qu'elle peut modifier le cours des événements, mais la personne en tant que telle ne possède aucun statut ontologique qui en fasse un être de valeur propre qui devrait être préservé pour lui-même. L'homme est en ce sens perçu à la fois comme un « titan », géant capable de changer l'histoire et même de transformer la nature, et, d'autre part, comme une « fourmi », partie négligeable de la totalité de la société et du but poursuivi.

## Émigrés russes après la révolution de 1917
Au lendemain de la révolution d'octobre 1917, la Russie devient le premier pays socialiste, au sens marxiste, de l'histoire. Elle entre alors en guerre civile durant plus de cinq ans. Ces événements déclenchent une première vague d'émigration d'intellectuels russes vers l'Occident. En 1922, juste avant la création de l'URSS, Lénine décide d'expulser par bateau, plutôt que de les exécuter, plusieurs centaines de membres de l'intelligentsia opposés au pouvoir bolchévique, et parmi eux, la grande majorité des philosophes de tendance religieuse (on parle ainsi de « bateaux des philosophes »). La génération de l'Âge d'argent, en tant que substrat de culture philosophique, est de ce fait détruite, mais elle constitue en Europe occidentale, et particulièrement en France, une sorte de diaspora intellectuelle.

### Les spiritualistes orthodoxes

#### Serge Boulgakov
C’est durant son exil à Paris à partir de 1922 que le théologien orthodoxe Sergueï (Serge) Boulgakov développe la plus grande partie de son œuvre. Il élabore une « sophiologie » dogmatique originale, tenant aussi bien de la tradition de l’Église d'Orient que des interrogations philosophiques de l’Occident. Sa problématique centrale est celle de la médiation spirituelle entre Dieu et sa création, à travers la Sophia. Boulgakov souhaite continuer l’entreprise d’adaptation de la théorie des Idées de Platon à la vision chrétienne du monde commencée par les Pères de l’Église d’Orient (Athanase, Grégoire de Nazianze, etc.) puis reprise en Russie par Vladimir Soloviev. La Sophia est identifiée par Boulgakov au monde des Idées situé dans l’Intelligence divine et contenant les archétypes des créatures de toutes les espèces ainsi que les lois de l’Univers. L’idée de l’Univers, du Cosmos, est « une » en Dieu, mais elle contient toute la multiplicité des Idées qui constituent l’ordre cosmique. Dans l’Intelligence divine, le monde est éternel, incréé, même si la création s’est produite à un moment donné selon la volonté divine. À partir de ce moment originel, les Idées, qui constituent la structure de l’univers, ont commencé à exister matériellement.
D’après la doctrine sophiologique de Boulgakov, le monde des Idées est transcendant en Dieu, et sans division, mais il est immanent au monde depuis le début de la création où il se révèle dans une grande diversité. Il est immanent aussi pour nous, car nous pouvons les retrouver en nous-mêmes. Cette conception conduit Boulgakov à échafauder une théorie de la double Sophia, l’une transcendante et proprement divine et l’autre immanente à la création. Cette théorie est esquissée en 1917 dans La lumière sans déclin, puis développée dans Agnus Dei (1933), La sagesse de Dieu (1937), L'Épouse de l'agneau (1939) et Le Paraclet (1936),. Pour Boulgakov, la tâche de l'humanité consiste dans la « transfiguration sophianique » du monde, autrement dit, dans la restitution de l'état originel de la nature. Il qualifie sa position de « matérialisme religieux » ou de « panenthéisme » : le monde appartient à Dieu, étant donné que rien ne peut être hors de Dieu comme quelque chose d'étranger à lui. C'est en effet en Dieu que le monde trouve le fondement de sa réalité, mais aussi sa fin, et c'est la Sophia qui réalise cette relation dans la création et la transfiguration.

#### Nicolas Lossky

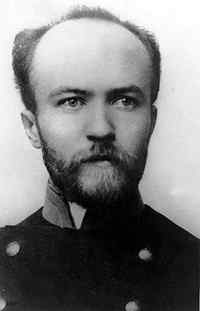
Nicolas Lossky vers 1900. Il développe l'idée d'un « critère psychologique » de la vérité, lié au sentiment.

Exilé à Prague en 1922, puis à Paris, le philosophe Nicolaï (Nicolas) Lossky exerce une influence importante sur la philosophie religieuse contemporaine, à la fois directement et indirectement par le biais de son fils le théologien Vladimir Lossky. Il tente de concilier le dogme chrétien de la création du monde avec les théories des sciences naturelles, en s'inspirant notamment de Leibniz. Contrairement aux partisans de la sophiologie, comme Soloviev ou Boulgakov, il souligne à maintes reprises qu'entre Dieu et le monde, il existe un « gouffre » ontologique. Le monde n'est pas une émanation de Dieu mais le résultat de son acte créateur et du développement des « agents substantiels » qu'il a créés. Ces substances actives sont comparables aux monades de Leibniz, avec cependant pour différence notable qu'au lieu d'être indépendantes et fermées sur elles-mêmes, elles exercent une action les unes sur les autres, ce qui s'exprime par leur attraction ou leur répulsion. Les agents substantiels répondent de tous les processus qui ont lieu dans le monde, tels que le mouvement, le développement des organismes, les processus de perception et de pensée. Pour Lossky, comme pour son contemporain Whitehead, toute la réalité « se compose d'un nombre incalculable d'agents substantiels et d'événements créés par eux ».
Nicolas Lossky élabore une théorie originale de la connaissance qui permet selon lui de résoudre le problème des perceptions ou des sensations. S'il leur retire le rôle de source unique de la connaissance donné par les empiristes, il en confirme également le caractère objectif. Avec les sensations, l'objet est saisi par intuition immédiate « dans l'original », et non médiatement en passant par la machinerie psychophysique des processus sensoriels et cognitifs. Lossky qualifie de « trans-subjectives » les qualités sensibles telles que les couleurs, les sons, la chaleur, car elles appartiennent aux objets mêmes du monde extérieur. Cette conception s'oppose aux théories causales de la perception pour lesquelles l'effet de l'environnement sur les organes sensoriels est la « cause » qui produit le contenu de la perception. Ces théories conduisent d'après lui à « subjectiver » ou à « psychologiser » à tort les qualités sensibles.
Lossky distingue trois genres d'intuition capables de produire une vérité objective, et susceptibles ainsi de nous mettre en contact direct avec la réalité :
1. l'intuition sensible, portant en même temps sur les états psychiques du sujet et sur ceux corporels du monde environnant
2. l'intuition intellectuelle, portant sur les fondements idéaux, les principes et les lois de l'être
3. l'intuition mystique, portant sur les « sphères » métalogiques de l'être, autrement dit, sur Dieu.

Il développe également l'idée d'un « critère psychologique » de la vérité, qui consiste dans le sentiment particulier d'objectivité et de contrainte émanant de l'objet et des liaisons qui le constituent. Le sentiment inverse de subjectivité signifie que le sujet dévie vers une conception ou une croyance qu'il produit lui-même. Quant au « critère suprême » de la vérité, il consiste en « la présence de l'objet à connaître dans le savoir, [en] l'attestation que celui-ci donne de lui-même ». L'idée que l'être est présent lui-même dans la sphère du savoir tout en possédant la primauté par rapport à celle-ci, qu'il est indépendant de la conscience du sujet tout en étant inhérent à la connaissance, est définie dans la pensée russe par le terme d'ontologisme. Compris en un sens religieux, l'ontologisme est selon Teresa Obolevitch un trait caractéristique de la philosophie russe. Il permet d'intégrer l'expérience religieuse au sein de la connaissance philosophique, comme l'a fait Lossky, sans avoir à en justifier la véracité, et de constituer ainsi une « connaissance intégrale » recouvrant la dimension morale de l'existence.

### Les existentialistes religieux

#### Nicolas Berdiaev
Penseur de la première moitié du XXe siècle, Nicolas Berdiaev devient, après son départ de Russie en 1922, le philosophe russe le plus connu en Occident. Il y est avant tout considéré comme un représentant de l'esprit orthodoxe, bien qu'il interprète le christianisme de façon originale,. Il noue de nombreux contacts avec les plus grands penseurs européens de son temps, tels que Martin Heidegger, Emmanuel Mounier ou Jean-Paul Sartre. Sa pensée est considérée comme l'un des sommets de l'existentialisme chrétien. Elle accorde la primauté non plus à l'être ou à l'essence, mais à l'existence personnelle et à la liberté. Pour Berdiaev, c'est à partir de la liberté, conçue comme irrationnelle, que Dieu créa l'homme en tant que personne libre. Il voit en elle la source du bien comme du mal. Le mal, c'est la liberté qui se retourne contre elle-même. Il découle de l'asservissement de l'homme aux produits de son activité, des nécessités d'ordre social et intellectuel qui contraignent son action et sa pensée. Berdiaev s'oppose aux conceptions déterministes et objectivantes de l'homme et du monde, qu'il associe au rationalisme, et dont il dénonce le caractère liberticide et mortifère. Il critique par ailleurs vigoureusement l'« esprit bourgeois », la « culture de masse » et le « conformisme raisonnable » caractéristiques des sociétés modernes occidentales, qui selon lui dépossèdent l'individu de sa véritable personnalité, marquée par la liberté, la subjectivité et la créativité.
Aux yeux de Berdiaev, le monde objectif est un monde illusoire, sans consistance (acosmisme), et la raison, qui a tendance à tout convertir en objet, prive l'homme de sa dimension existentielle. Par suite de la blessure qui lui a été infligée dès son entrée au monde par le péché originel, entraînant ainsi sa chute, l'homme se trouve asservi aux conditions de l'espace, du temps et de la causalité. Il subit ainsi l'aliénation venue du dehors, l'extériorisation, autrement dit, l'objectivation,. Celle-ci provoque une rupture entre l'objet et le sujet, et l'individualité, étrangère par définition à la répétition, se voit absorbée dans l'universel, l'« indifférent » et la nécessité. Au processus d'objectivation entendu comme mouvement orienté vers le dehors, Berdiaev oppose l'« insurrection spirituelle », « l'expressivité » artistique et l'acte créateur entendus comme mouvements intérieurs au sujet. Il souligne la haute valeur de la critique faite par Heidegger de la tendance à réduire l'individu à la moyenne, à le niveler sous le règne de la médiocrité, à le diluer dans la culture de masse (le Man ou le « On » chez Heidegger). Cependant, contrairement à lui, sa vision du monde n'est pas nostalgique et pessimiste mais prospective et optimiste. Le monde trouve son sens positif dans la fin de l'être objectif, dans la victoire de l'homme sur l'objectivation.
La philosophie existentielle de Berdiaev s'affirme contre toutes les tentatives faites par les philosophes d'édifier une ontologie. Celle-ci serait toujours prise dans les mailles de la rationalisation et de l'objectivation. S'opposant par là à Heidegger comme à Hegel, Berdiaev considère que c'est dans la liberté que l'être lui-même prend sa source. Il partage sur ce point les vues du mystique allemand du XVIIe siècle Jakob Böhme, pour qui la liberté précède l'être. La liberté provient en effet de « l'abîme » (Abgrund) qui est « néant », œil insondable en même temps que « volonté sans fond », désir sans orientation prédéterminée. Pour Berdiaev comme pour Böhme, le néant et la liberté sont antérieurs à Dieu lui-même et en dehors de lui ; ils constituent en quelque sorte le « matériau de construction » dont Dieu se sert pour créer le monde et l'homme. L'idée d'une liberté plongeant ses racines dans le néant est ce qui donne à Berdiaev le moyen de résoudre le problème de la création et de l'émergence de la nouveauté. L'acte créateur fait apparaître ce qui n'existait pas encore dans le monde par une création libre à partir de rien, alors que l'être, asservi à l'objectivation, est privé de la possibilité d'une véritable création et n'est capable que de redistribuer ce qui fait la matière du passé.

#### Léon Chestov

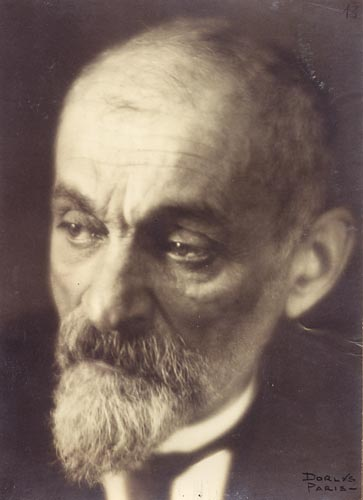
Pour Léon Chestov, ici en 1927, la « philosophie doit être folle, comme toute notre existence ».

D'origine juive, Léon Chestov tient une place à part dans la philosophie religieuse russe de la première moitié du XXe siècle. Alors que la philosophie antérieure, y compris religieuse, aspirait selon lui à une réflexion rationnelle et systématique sur les différents aspects du monde, Chestov revendique une expression directe, vivante et dialectique de l'existence. Sa philosophie a un caractère sciemment asystémique et irrationnel. Ses références principales sont la Bible, en particulier l'Ancien testament, les mystiques du Moyen Âge, Luther, Pascal, Nietzsche, Kierkegaard, les écrivains et poètes comme Shakespeare ou Dostoïevski. Parmi les penseurs russes de l'Âge d'argent, Chestov est celui qui s'est le plus éloigné de la tradition philosophique inaugurée par Vladimir Soloviev, tradition qui aurait forcé la religion, c'est-à-dire la vérité révélée, à se justifier devant le jugement des hommes. Au contraire de Soloviev, qui reliait la philosophie  à la Sophia ( « Sagesse divine ») et à sa raison, Chestov estime que la « philosophie doit être folle, comme toute notre existence ». Il voit dans le pré-événement du péché originel, qui a entraîné la chute de l'homme, la source du savoir rationnel. La consommation fautive du fruit de l'arbre de la connaissance détermine chez lui toute l'histoire de la pensée humaine, qui est celle de l'asservissement à la raison, de la soumission aux contraintes de la logique, et du renoncement à la liberté, à l'existence dans ce qu'elle a d'insensé, de mystérieux et de créateur.
D'après son contemporain Nicolas Lossky, c'est son idéal irréalisable d'une connaissance « supra-logique » absolue qui est à l'origine de l'antirationalisme exprimé par Chestov dans toute son œuvre. Dès L'apothéose du déracinement, ouvrage publié en 1905, Chestov promeut, dans une perspective sceptique radicale, une attitude « qui refuse de se construire une vision du monde », rejette les valeurs communément admises ainsi que les « palais de cristal » auxquels rêvent ceux qui croient au progrès de la raison. Dans Athènes et Jérusalem, ouvrage rédigé dans les années 1930 durant la dernière période de sa vie, Chestov oppose la pensée rationnelle, qui remonte à la philosophie grecque, et l'irrationnelle appréhension biblique du monde qui dément le principe même de contradiction. La religion est en effet pour lui un mystère insaisissable par la logique. Il faut se lancer dans ce mystère, quitter la « terre ferme » des connaissances rationnelles pour s'aventurer dans l'« abîme » (Bespotchvennost) de l'inconnu, et retrouver ainsi la « liberté créatrice » d'avant la chute originelle. La Chute, selon Chestov, a consisté précisément dans le fait de renoncer à la liberté, en obéissant aux principes éternels de la raison, au lois fermes de la logique, donc à la nécessité.
La pensée de Léon Chestov relève selon Daniel Epstein d'une forme de misologie . D'après Alexandre Papadopoulo, son antirationalisme va jusqu'à prendre un aspect pathologique. L'idée que deux fois deux font quatre ou qu'un événement du passé ait définitivement eu lieu constitue en effet pour Chestov le « mur » auquel se heurte la liberté et qu'il faut détruire, car l'évidence rationnelle nous prive de notre liberté pour nous soumettre à sa nécessité. Chestov critique de ce fait vigoureusement les méthodes de la science, mais aussi l'éthique rationnelle et la théologie. La liberté créatrice implique chez lui, outre le refus systématique de la raison, l'acceptation sans condition du mystère. L'irrationalisme et le sens du mystère ne lui paraissent pourtant pas suffisants comme remparts contre la raison et ses évidences contraignantes. Il faut s'appuyer, contre le rationalisme, sur une puissance encore plus grande : la religion, la foi en un mystère surnaturel que seule la révélation biblique permet d'approcher. La foi est devenue pour Chestov « une nouvelle dimension de la pensée, ouvrant la voie vers le Créateur », « un grand et même le plus grand des dons de Dieu, que l'on ne peut comparer avec rien d'autre ».

#### Simon Frank
Philosophe religieux de grande envergure, Siméon (Simon) Frank est considéré par Basile Zenkovsky (ru) comme « le plus remarquable des philosophes russes ». Son œuvre constitue même d'après lui « le sommet de l'évolution de la philosophie russe ». Après son exil forcé de Russie (à Berlin, à Paris puis à Londres), Simon Frank se trouve au cœur de tous les événements importants de la vie intellectuelle de la première moitié du XXe siècle. Il est en Europe le témoin et, dans une certaine mesure, le créateur de plusieurs courants philosophiques nouveaux. Il s'intéresse au pragmatisme, au néokantisme, à la phénoménologie, ainsi qu'à des auteurs tels que Bergson, Whitehead, Buber et Heidegger. Sa référence principale n'est cependant pas contemporaine mais médiévale, puisqu'il demeure fidèle à la pensée de Nicolas de Cues, théologien du XVe siècle, soulignant comme lui le caractère antinomique ou contradictoire de la connaissance de Dieu. D'origine juive mais converti au christianisme orthodoxe, Frank se fixe pour objectif de donner des bases philosophiques aux vérités de la religion et de concilier le savoir (y compris la connaissance scientifique) avec la foi. Il édifie dans ce but une philosophie de l'« unitotalité » qui diffère sensiblement de celle de Vladimir Soloviev par son caractère « métalogique », irrationaliste (« transrationnel ») et existentiel.
S'appuyant sur la notion chrétienne de mystère, Simon Frank est convaincu que la seule manière d'appréhender Dieu est la docta ignorantia – la docte ignorance telle qu'elle a été définie par Nicolas de Cues. Il considère Socrate déclarant « je sais que je ne sais rien » comme le précurseur de cette attitude où l'esprit prend conscience de ses propres limites. Il remarque que tous les « mystiques faisant de la philosophie », à commencer par Nicolas de Cues, ont tenté d'exprimer l'inconcevabilité de la réalité divine pour en faire l'ultime ou la plus fondamentale des connaissances. La docte ignorance de Frank ne relève pas pour autant d'une approche agnostique ; elle ne signifie pas que nous ne savons absolument rien de Dieu, mais que Dieu est une réalité métalogique. Il s'agit d'affirmer l'absolue transcendance cognitive de Dieu, dont l'être échappe aux concepts limitatifs qu'il nous est permis de former par la raison. Ce n'est donc pas la raison mais l'intuition métalogique qui est, pour Frank, la plus à même de nous faire toucher la sphère du divin. Celle-ci, bien qu'inconcevable, est la source même de notre connaissance, la réalité en tant que telle, et elle coïncide par son contenu et son extension avec la réalité la plus familière :
« L'inconcevable par nature ne se situe pas […] quelque part au loin ou en un lieu qui nous est caché. […] Au contraire, il est présent en toute prise de conscience de la réalité avec une évidence ultime, absolue, pour peu que nous ayons des yeux pour l'apercevoir. Ce qui est le plus familier, ce qui nous environne et nous pénètre de toutes parts, ce en quoi nous vivons, nous nous mouvons et nous sommes – la réalité en tant que telle – coïncide avec l'inconcevable. Et l'ensemble du concevable et de l'intelligible, l'ensemble de ce qui peut être appréhendé par concepts, est enraciné en lui et n'a de sens qu'en liaison avec lui. ».